# Bad Ischl
Die Stadt Bad Ischl ist ein österreichischer Kurort am Zusammenfluss von Traun und Ischl im Bezirk Gmunden, im südlichen Teil Oberösterreichs. Bad Ischl ist seit jeher Zentrum des Inneren Salzkammergutes und hat 14.107 Einwohner (Stand 1. Jänner 2025).
Die offizielle Bezeichnung der Gemeinde bis 1906 war Ischl; erst danach durfte sie den Zusatz als Bad Ischl führen.
Der Kurort wurde beim Wettbewerb für Lebensqualität der Entente Florale Europe mit der höchsten jemals vergebenen Punktezahl durch eine Goldmedaille ausgezeichnet. 2024 war Bad Ischl gemeinsam mit 22 Gemeinden im Salzkammergut neben Bodø in Norwegen und Tartu in Estland Kulturhauptstadt Europas.

## Namensherkunft
Isca ist die keltische Bezeichnung für Fließwasser, für das schnelle, kühle Wasser. „Bad Ischl, die Perle des Salzkammerguts, eingebettet zwischen hohen Bergen, deren Täler von Wildwassern durchtost sind, am Zusammenfluss von zwei kalten Bächen gelegen, konnte seinen Namen von gar nichts anderem herleiten, als dem so maßgeblich bestimmenden Element.“

## Geografie

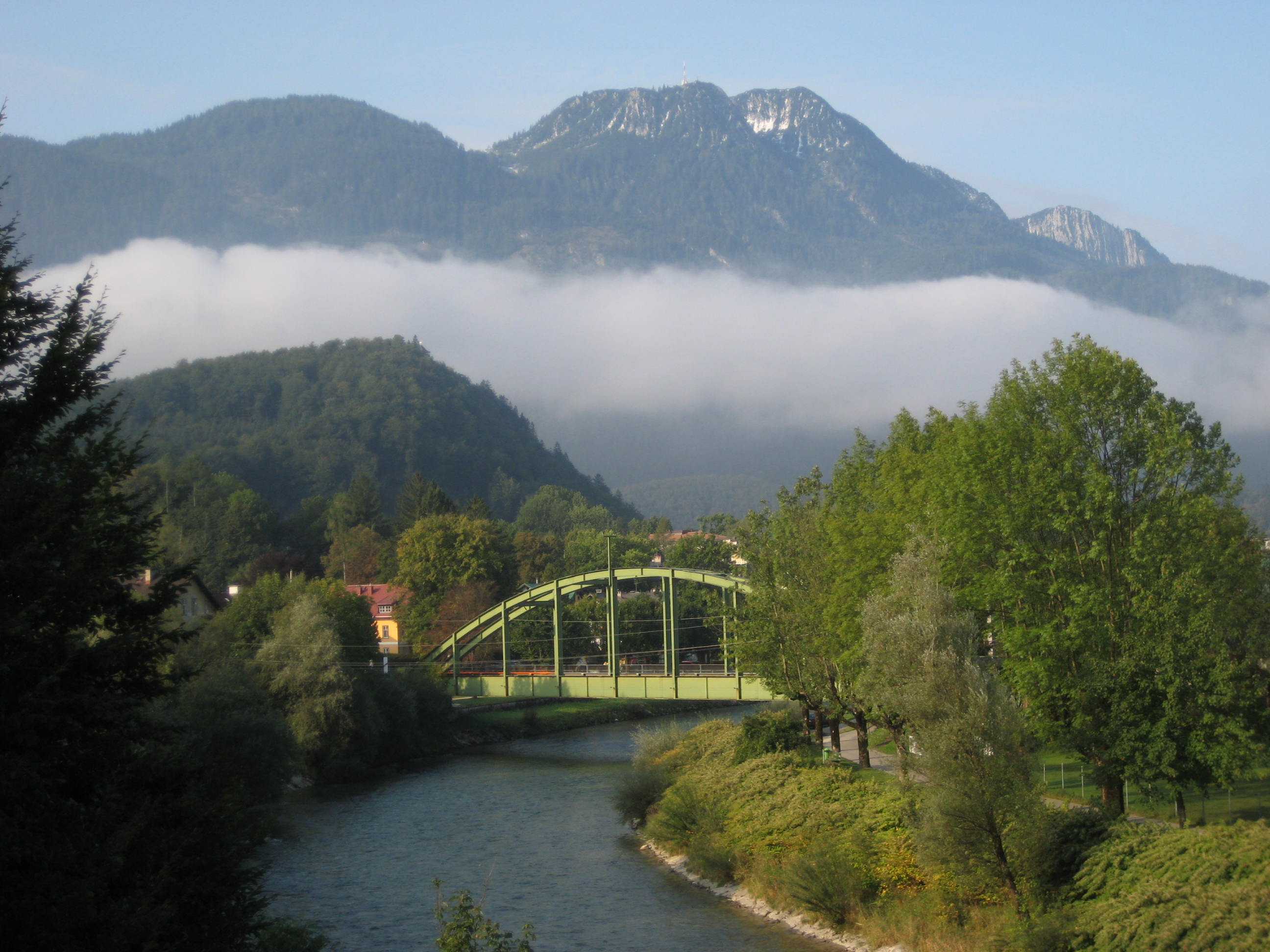
Blick auf die Traun, unter den Wolken der Siriuskogl (599 m), über den Wolken die Katrin

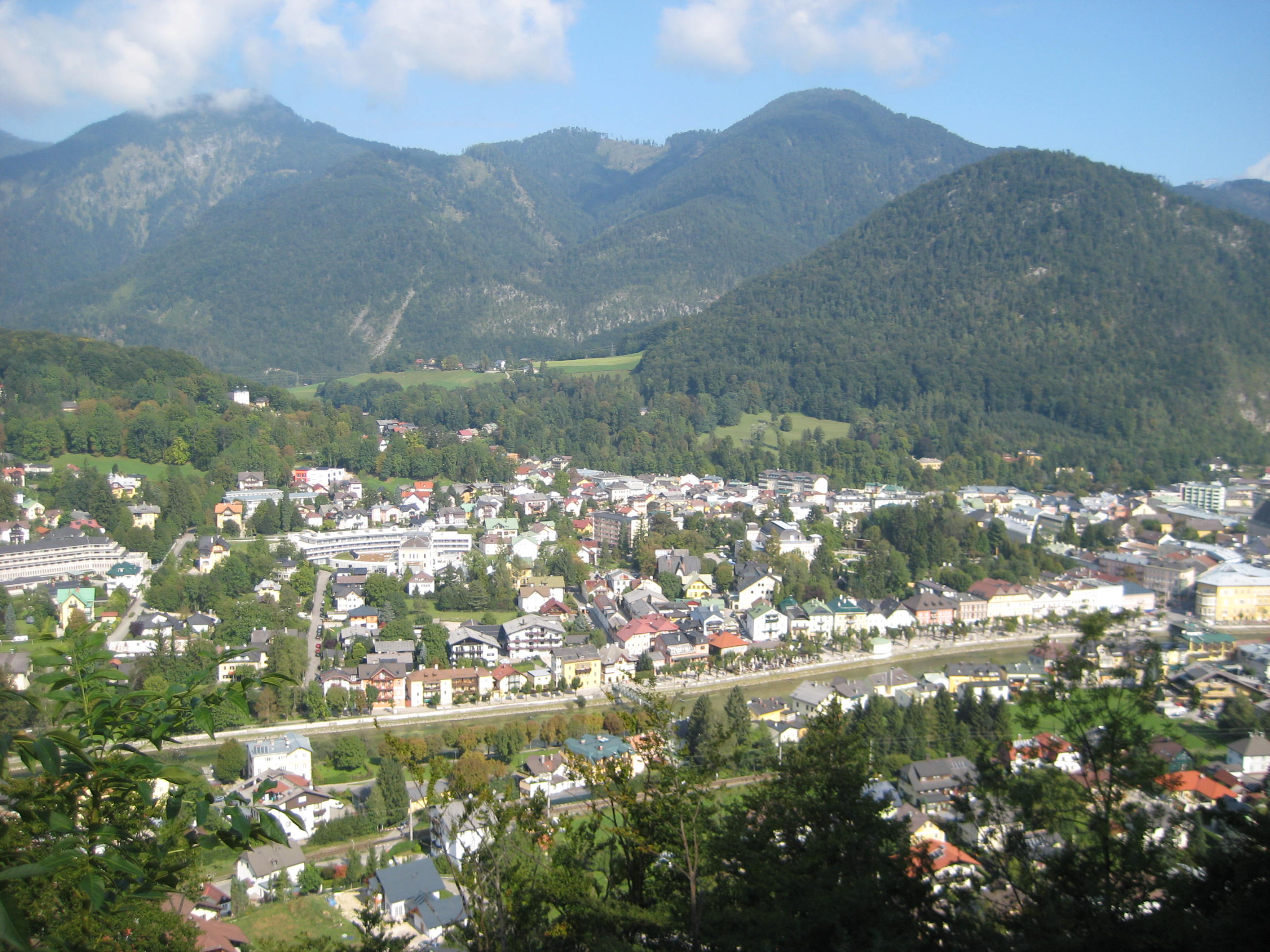
Blick auf Bad Ischl vom Siriuskogl

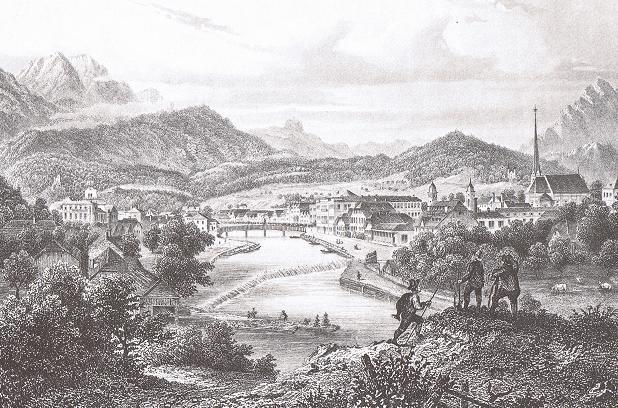
Bad Ischl um 1855

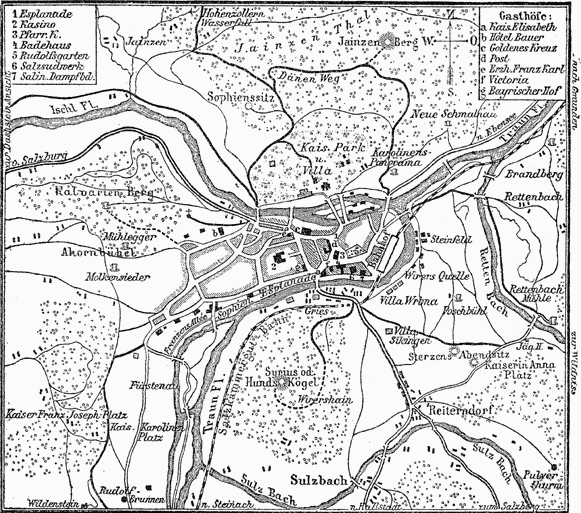
Historische Karte von Ischl (1888)

Bad Ischl liegt auf 468 m Höhe in Oberösterreich. Die Ausdehnung beträgt von Nord nach Süd 19,6 km, von West nach Ost 17,8 km. Die Gesamtfläche beträgt 163,06 km². 71,9 % der Fläche sind bewaldet, 7,9 % der Fläche sind landwirtschaftlich genutzt. Das Zentrum des Ortes ist halbkreisförmig von der Traun und der zufließenden Ischl umgeben; der Rettenbach mündet ebenfalls in Bad Ischl in die Traun.

### Gemeindegliederung
Das Gemeindegebiet umfasst folgende 20 Ortschaften (in Klammern Einwohnerzahl Stand 1. Jänner 2025):
- Ahorn (577)
- Bad Ischl (1829)
- Eck (140)
- Haiden (1635)
- Hinterstein (91)
- Jainzen (717)
- Kaltenbach (1454)
- Kößlbach (83)
- Kreutern (774)
- Lauffen (181)
- Lindau (368)
- Mitterweißenbach (112)
- Perneck (275)
- Ramsau (169)
- Reiterndorf (2694)
- Rettenbach (493)
- Roith (342)
- Steinbruch (444)
- Steinfeld (1062)
- Sulzbach (667)

Die Gemeinde besteht aus den Katastralgemeinden Ahorn, Bad Ischl, Haiden, Jainzen, Kaltenbach, Lauffen, Lindau, Perneck, Reiterndorf und Rettenbach.
Die Gemeinde gehört zum Gerichtsbezirk Bad Ischl.

### Nachbargemeinden
| Steinbach am Attersee (Bezirk Vöcklabruck) |                                             | Ebensee                |
| St. Wolfgang im Salzkammergut              | Kompassrose, die auf Nachbargemeinden zeigt |                        |
| Strobl (Salzburg)                          | Bad Goisern am Hallstättersee               | Altaussee (Steiermark) |

### Klima
|                        | Jan  | Feb  | Mär  | Apr  | Mai  | Jun  | Jul  | Aug  | Sep  | Okt  | Nov  | Dez  |   |      |
| Mittl. Temperatur (°C) | −1,9 | −0,6 | 3,2  | 7,9  | 13,0 | 15,6 | 17,6 | 16,9 | 13,0 | 8,8  | 3,1  | −0,6 | ⌀ | 8    |
| Mittl. Tagesmax. (°C)  | 2,3  | 4,6  | 9,4  | 15,1 | 20,2 | 22,3 | 24,6 | 24,0 | 19,5 | 14,9 | 7,7  | 3,0  | ⌀ | 14   |
| Mittl. Tagesmin. (°C)  | −4,2 | −3,2 | 0,2  | 3,7  | 8,3  | 11,3 | 13,1 | 13,1 | 9,8  | 5,8  | 0,8  | −2,6 | ⌀ | 4,7  |
|                        |      |      |      |      |      |      |      |      |      |      |      |      |   |      |
| Niederschlag (mm)      | 119  | 110  | 151  | 110  | 148  | 189  | 223  | 202  | 164  | 106  | 124  | 135  | Σ | 1781 |
|                        |      |      |      |      |      |      |      |      |      |      |      |      |   |      |
| Luftfeuchtigkeit (%)   | 73,4 | 63,5 | 56,5 | 48,8 | 49,9 | 55,8 | 54,4 | 56,0 | 60,9 | 61,8 | 72,7 | 79,0 | ⌀ | 61,1 |

| −4,2 |

| −3,2 |

| 0,2 |

| 3,7 |

| 8,3 |

| 11,3 |

| 13,1 |

| 13,1 |

| 9,8 |

| 5,8 |

| 0,8 |

| −2,6 |

| −4,2 |

| −3,2 |

| 0,2 |

| 3,7 |

| 8,3 |

| 11,3 |

| 13,1 |

| 13,1 |

| 9,8 |

| 5,8 |

| 0,8 |

| −2,6 |

## Geschichte

### Frühzeit
Man nimmt an, dass der Raum Bad Ischl schon in der Hallstatt- und Latènezeit besiedelt war. 15 v. Chr. wurde das Gebiet Teil des Imperium Romanum. Die Anwesenheit der Römer ist durch zwei Inschriftensteine und Streufunde belegt, wovon der eine Stein im 18. Jahrhundert, vermutlich im Zuge des Kirchenumbaues, verloren ging. Dieser, ein Weihestein an Mithras aus der Zeit nach 170, enthielt den Hinweis auf eine statio Esc(ensis) (Zollstation). Erhalten blieb ein römischer Grabstein aus dem 3./4. Jahrhundert. Ein weiterer Weihestein wurde in der nahegelegenen Kienbachklamm für den keltisch/römischen Gott Mars Latobius gefunden. Noricum blieb ein halbes Jahrtausend lang eine römische Provinz. Im Zuge der Völkerwanderung erfuhr das innere Salzkammergut vermutlich einen spürbaren Bevölkerungsrückgang, der jedoch in der Folgezeit durch Zuwanderung von Baiern und Slawen ausgeglichen wurde. Unter Karl dem Großen hatten sich diese Landstriche bereits erholt, wurden aber durch die Streifzüge der Ungarn wieder zurückgeworfen.
Um das Jahr 1000 hatte sich das Land, das damals zur bairischen Mark ob der Enns gehörte, endlich von den Vernichtungsschlägen erholt. Die Bevölkerung vermehrte sich zusehends, und auch die Salzgewinnung wurde wieder aufgenommen. Über ihre Gefolgsleute, die Herren von Ort, breiteten die steirischen Markgrafen (ab 1180 Herzöge) aus der Familie der Otakare in der 1. Hälfte des 12. Jahrhunderts ihr Herrschaftsgebiet auf das innere Salzkammergut aus. Ihnen folgten im Erbwege die Babenberger 1192.
Seit dieser Zeit wurde das Salz wieder zum wichtigsten Wirtschaftsfaktor des mittlerweile Ischlland genannten Gebietes.
Die erste fassbare urkundliche Erwähnung des Ortes erfolgte 1262 als Iselen, später als Yschl.

### Hochmittelalter und der Salzkonflikt
Als ein Jahrhundert später, mittlerweile schon unter der Herrschaft der Habsburger – der Grundherrschaft Wildenstein – ein neuer Salzberg in Goisern entdeckt und zum Abbau freigegeben wurde, kam es seitens des Erzbischofs Konrad IV. von Salzburg zum offenen Konflikt um das Salzmonopol.
Der Zorn des Erzbischofs wurde noch größer, als der Abt Heinrich von Admont, ein habsburgischer Günstling, auch im Gosautal Salz abbaute und in Hallstatt die Salzgewinnung lebhaft betrieb. Seinen Salzhandel teilen zu müssen, schien dem stolzen Erzbischof unerträglich, so entbrannte ein wütender Kampf um die Salzgewinnung und um den Salzhandel. Der Erzbischof brachte eine Beschwerde ein, in der er auf das – vermeintlich nur ihm zustehende – Monopol verwies. Dieser Einspruch wurde vom Habsburger Herzog Albrecht I. aber nicht anerkannt, was den Zorn des Erzbischofs neuerlich vergrößerte. Albrecht richtete in den gefährdeten Orten Befestigungsanlagen ein. So entstand zum Beispiel in Hallstatt eine Schutzwarte, der Rudolfsturm, von dem man das Land weit überblicken konnte.
Als eines Tages das Gerücht aufkam, der Herzog sei an den Folgen einer Vergiftung gestorben, rüstete Erzbischof Konrad zum endgültigen Vernichtungszug gegen die ihm verhassten neu entstandenen Salinen. Er ließ die Abbaustätten zerstören und die dazugehörigen Siedlungen in Schutt und Asche legen. Doch sein Triumph sollte nicht lange währen, da Albrecht I. gar nicht gestorben war und nun in einer blutigen Fehde Rache am Erzbischof nahm.

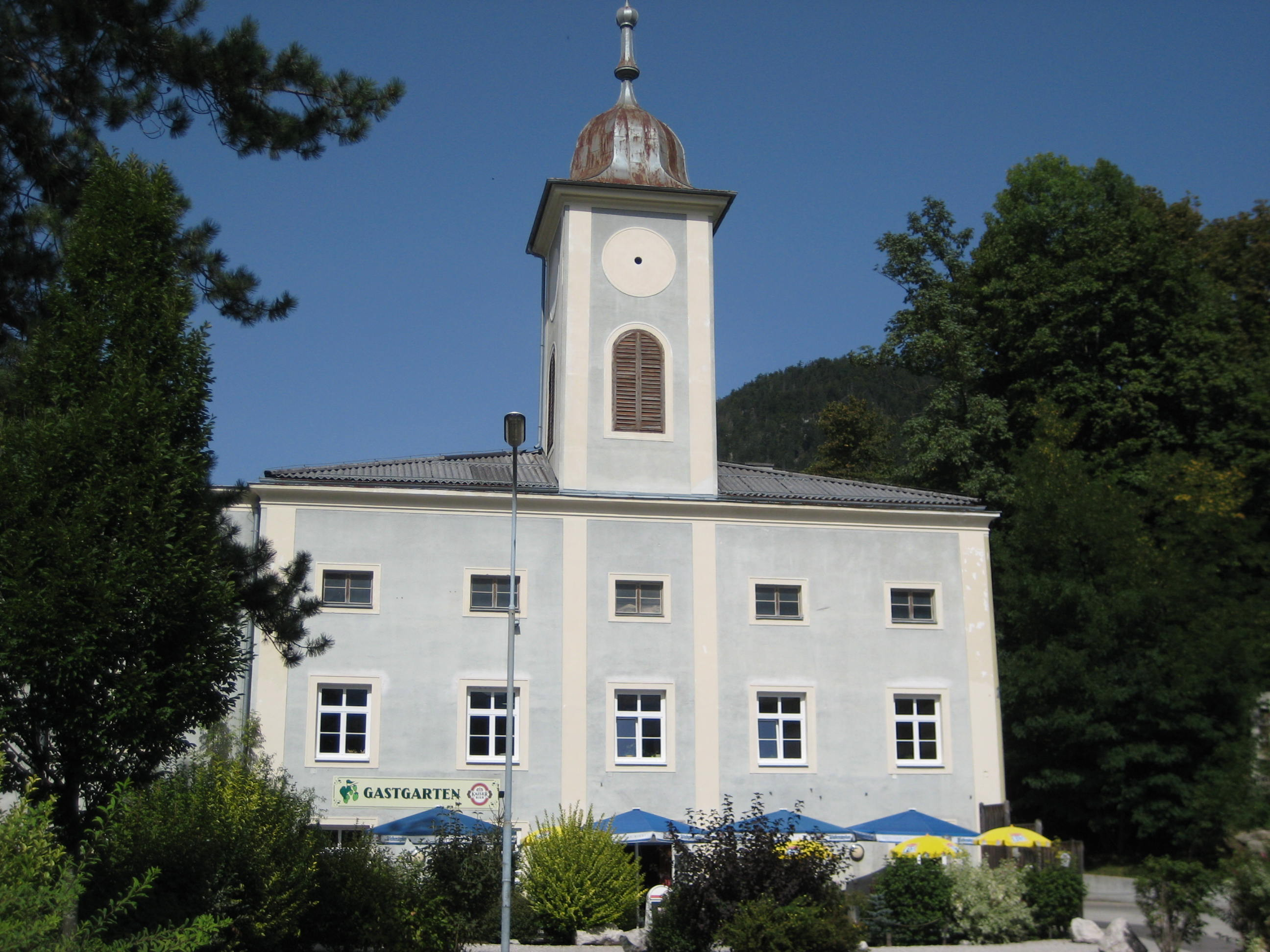
Ehemaliges Sudhaus

1297 wurde Friede geschlossen. Diese Abmachung leitete eine Epoche des Aufbaus und des Friedens ein. Neue Berge wurden zur Salzgewinnung herangezogen. Seit 1419 war Burg Wildenstein Sitz der – seit 1452 kaiserlichen – Pfleger, die den habsburgischen Salzhandel verwalteten.
Hauptort des Ischllandes dieser Zeit war Lauffen (erste urkundliche Erwähnung 807, heute Katastralgemeinde von Bad Ischl), 1275/80, in der Zeit der Schlacht von Dürnkrut/Jedenspeigen 1278, mit der das Salzkammergut endgültig an Habsburg gekommen war, von König Rudolf I. zum Markt erhoben worden (der älteste Markt des Salzkammerguts). Für „besondere Verdienste“ verlieh Herzog Albrecht III. 1392 dem Dorf Ischl besondere Rechte. Unter Kaiser Friedrich III. wurde Ischl im Jahre 1466 zum Markt erhoben. 1656 wird dann der Name ‚Salzkammergut‘ für das Besitztum um Bad Ischl das erste Mal urkundlich erwähnt.
1563 wurde der Ischler Salzberg durch das Bergwerk in Perneck erschlossen. Das Pfannhaus (Saline) an der Traun wurde 1571 erbaut (ab dem 19. Jahrhundert als Kolowrat-Sudhaus bezeichnet). Für Generationen von Ischlern wurde somit das Salz zur wichtigsten wirtschaftlichen Grundlage, neben dem bisherigen Transport nun auch in direkter Produktion. Damit gewinnt Ischl gegenüber Lauffen zunehmend an Bedeutung. 1595 baute man die Soleleitung vom Hallstatt über Goisern nach Ischl, 1604/7 die Sudhütte Ebensee mit Verlängerung der Soleleitung.

### Reformation und Gegenreformation
Im 17. Jahrhundert musste die Glaubenszugehörigkeit zum Protestantismus bitter erkämpft werden. Aus dem Erzstift Salzburg zugewanderte Lutheraner hatten im Zug der Gegenreformation ihrer Religion abzuschwören. Wer sich dem Befehl entgegenstellte, wurde gefangengesetzt oder sogar hingerichtet. Viele Protestanten, wie die ursprünglich auf Schloss Pernegg ansässigen Freiherren von Racknitz, verließen Österreich. An die 100 Jahre konnte der Protestantismus mit Gewalt unterdrückt werden, bis die Bewegung offen ihr Recht auf freie Religionsausübung einforderte. Das Ansuchen wurde abgelehnt und die aufständischen Protestanten aufgefordert, entweder zum Katholizismus überzutreten oder nach Ungarn und Siebenbürgen auszuwandern (siehe Landler). Da die meisten der betroffenen Familien aber schon seit Generationen im Salzkammergut lebten, blieb der Großteil der Lutheraner im Land und schwor – zumindest nach außen hin – dem Glauben ab. Es handelte sich dabei aber nur um eine Formsache, denn in Wahrheit übten sie ihre Religion heimlich weiter aus (Kryptoprotestantismus), bis Kaiser Joseph II. mit der Einführung des Toleranzpatentes im Jahr 1781 den Protestantismus endlich auch offiziell erlaubte.

### Kurort und „Kaiserstadt“

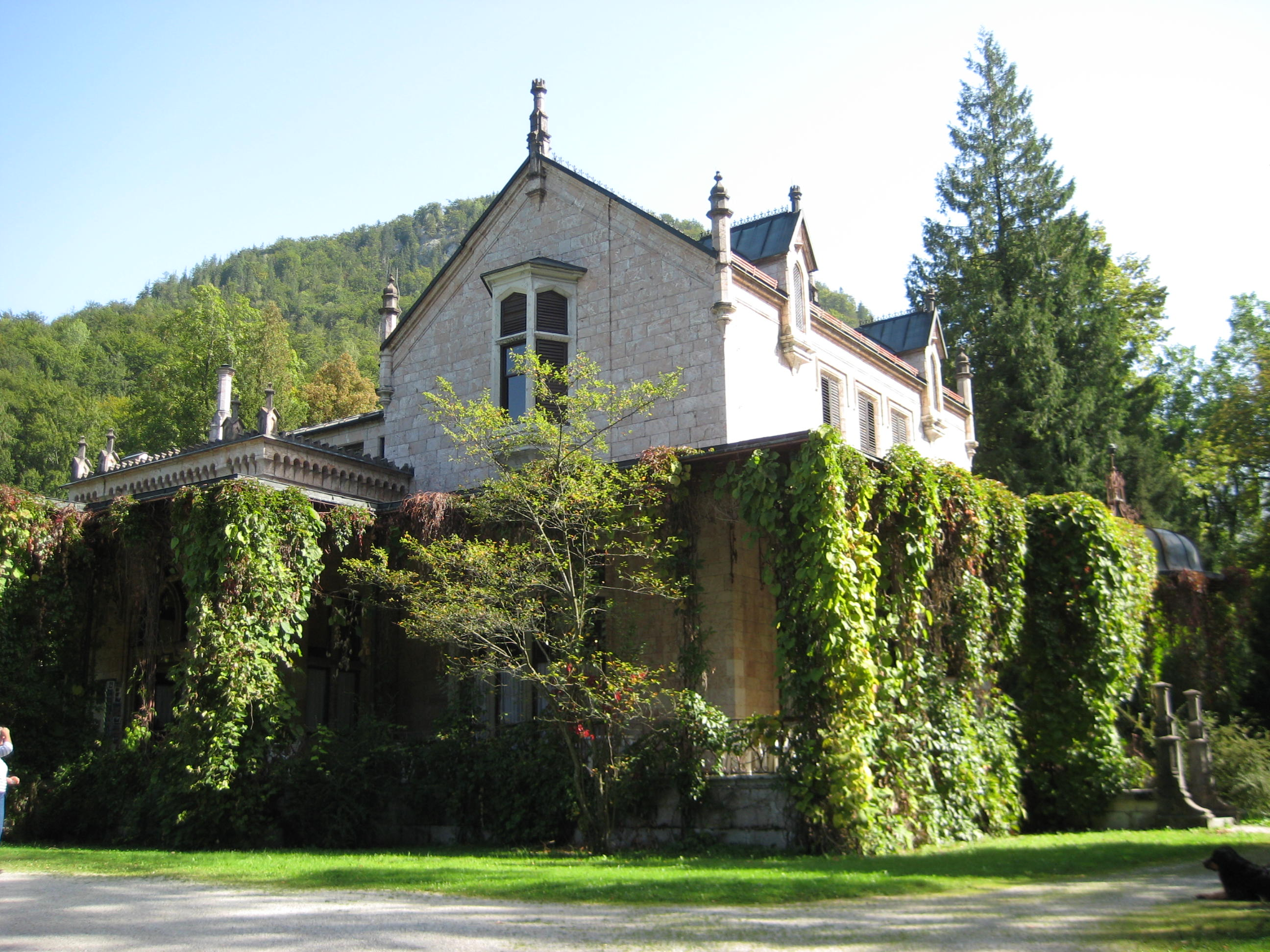
Das für Kaiserin Elisabeth errichtete Cottage, das Marmorschlössl, heute ein Museum.

Die Blütezeit von Ischl beginnt aber, trotz der wirtschaftlichen Vorbedeutung, im 19. Jahrhundert. 1821 kam der Wiener Arzt Franz Wirer nach Ischl und informierte sich über die Kurerfolge des Salinenphysikus Josef Götz, der seit 1807 die Wirkung von Solebädern an erkrankten Salinenarbeitern erprobte. Die ersten etwa 40 (auswärtigen) Kurgäste erschienen 1822. Im Jahr darauf verdoppelte sich die Zahl der Gäste. 1823 kann als eigentliches Gründungsjahr für das erste Ischler Heilbad als Solebad angesehen werden. Die vom Salinenkassier Michael Tänzl in seinem Haus an der Traun errichtete Sole-Badestube (Tänzelbad) musste bereits 1825 erweitert werden.
Ischl stieg schon bald zu einem Kurort von europäischer Bedeutung auf. Die Zahl der Gäste, die nach Ischl kamen – darunter Staatskanzler Metternich und Erzherzog Rudolf – wurde zunehmend größer. 1827 kurte das erzherzogliche Ehepaar Franz Karl und Sophie, die Eltern des späteren Kaisers Franz Joseph I., hier zum ersten Mal. 1827/1828 errichteten Franz und Magdalena Koch den Posthof (Gasthof zur Post), das erste Hotel des Salzkammergutes.

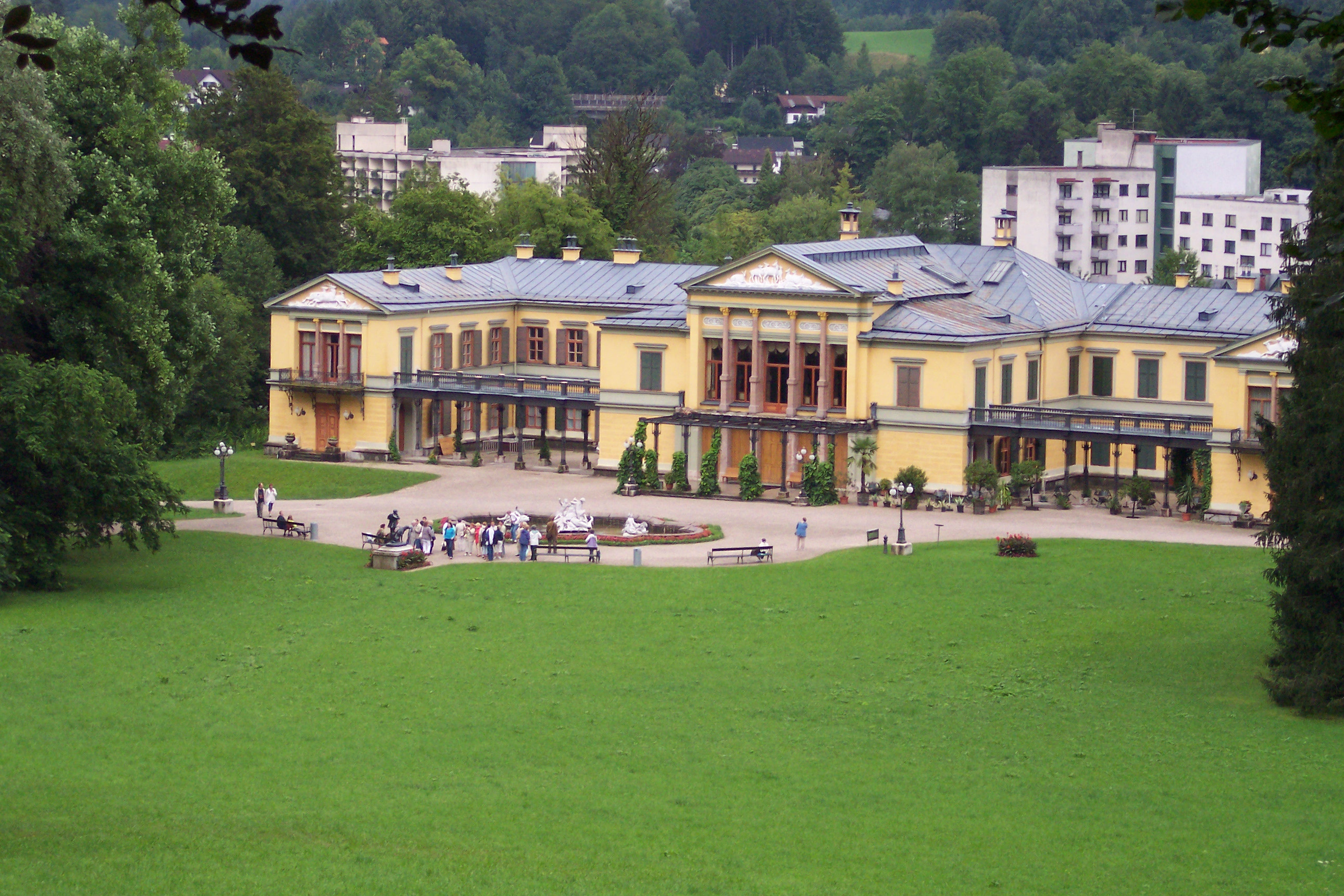
Kaiservilla Bad Ischl

Den Höhepunkt der Ischler Blütezeit bildete die Zeit von 1849 bis 1914, als Ischl unter Franz Joseph I. als kaiserliche Sommerresidenz fungierte. 1853 verlobte sich der junge Kaiser im damaligen Seeauerhaus mit Elisabeth (Sisi) in Bayern. Es ist heute das Museum der Stadt Bad Ischl.
Seit dem Sommer des Jahres 1863 kam der bedeutende Komponist Anton Bruckner immer zum Geburtstag des Kaisers sowie zu anderen festlichen Anlässen des Kaiserhauses als Hoforganist nach Ischl. Bruckner bezeichnete sich selbst gerne als „Organist des Kaisers“. Er spielte am 31. Juli 1890 zur Hochzeit der Erzherzogin Marie Valerie mit Erzherzog Franz Salvator auf der Orgel Variationen über die Kaiserhymne, verbunden mit dem Halleluja aus dem Messias von Georg Friedrich Händel. Anschließend war Bruckner zum Diner ins Hotel Post eingeladen. Am 2. August 1890 gab Bruckner ein eigenes Orgelkonzert. Häufig besuchte er seinen Freund Attwenger. An der Stadtpfarrkirche erinnert eine Gedenktafel an Bruckners Aufenthalte. Auch im Gästebuch der Konditorei Zauner befindet sich ein Eintrag Bruckners.

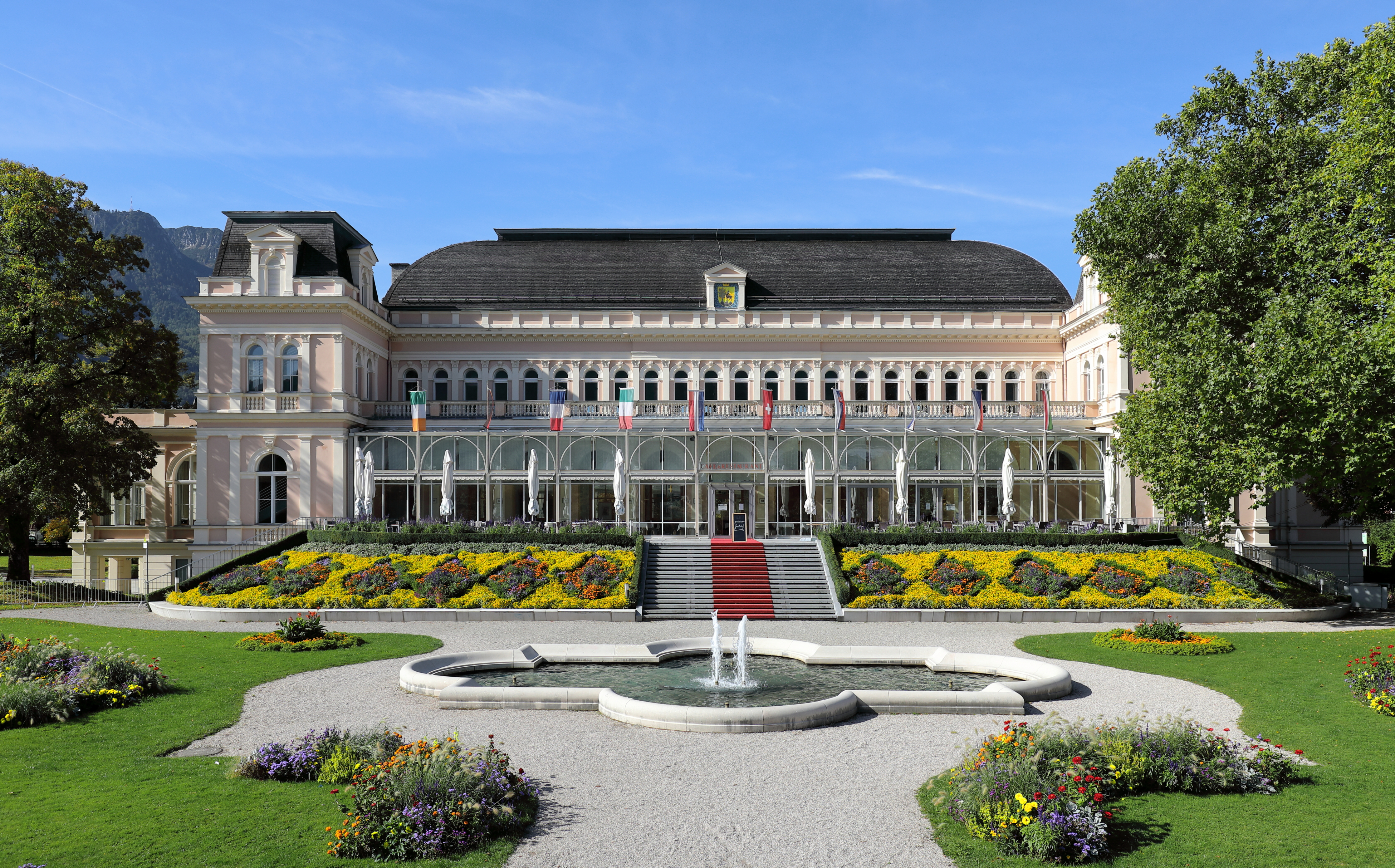
Das am 30. Mai 1875 eröffnete und 1999 in „Kongress & TheaterHaus Bad Ischl“ umbenannte Kurhaus

Ischl war Sommerdomizil vieler anderer populärer Komponisten, vor allem von Johann Strauss, Franz Lehár und Johannes Brahms. Aber auch andere Musikschaffende der Jahrhundertwende verbrachten hier regelmäßig den Sommer; viele von ihnen suchten wohl auch die Nähe des Hofstaates. So entwickelte sich Ischl während der Zeit der Donaumonarchie zum Künstlertreffpunkt von Weltgeltung. Noch heute werden alljährlich während der Sommermonate im Kurhaus Operettenwochen veranstaltet. Auch bedeutende Literaten wie Mark Twain, Theodor Herzl und Franz Werfel haben sich in Ischl aufgehalten.
Von 1906 an wurde Ischl offiziell als Bad Ischl geführt.
Am 28. Juli 1914 verfasste Kaiser Franz Joseph I. in der Kaiservilla in Bad Ischl das Manifest An Meine Völker!, in dem er dem Königreich Serbien den Krieg erklärte. Dies sollte der Beginn des Ersten Weltkriegs werden.

### Nach dem Ende der Monarchie
Im Jahr 1920 wurde Bad Ischl von der Landesregierung die Bezeichnung Kurort zuerkannt.
Nach dem Juliputsch wurden in Bad Ischl die nationalsozialistischen Aktivisten Franz Unterberger und Franz Saureis wegen des Besitzes von Sprengstoff verhaftet. Beim Prozess im Landesgericht für Strafsachen Wien wurden sie für schuldig befunden, am 20. August 1934 zum Tode verurteilt und hingerichtet. In der Zeit des Nationalsozialismus wurden sie auf dem Friedhof Bad Ischl mit einem Ehrengrab geehrt.
1940 erhielt Bad Ischl das Stadtrecht.
Von Februar bis Dezember 1942 existierte in Bad Ischl ein Außenlager des KZ Dachau.
Nach dem Ende des Zweiten Weltkriegs 1945 gehörte Bad Ischl zur amerikanischen Besatzungszone im besetzten Nachkriegsösterreich. Von der amerikanischen Militärverwaltung wurde ein DP-Lager zur Unterbringung sogenannter Displaced Persons eingerichtet. Das Lager wurde von der UNRRA verwaltet.
1951 hat das Weltpfadfinder-Lager in Bad Ischl stattgefunden.

## Sehenswürdigkeiten

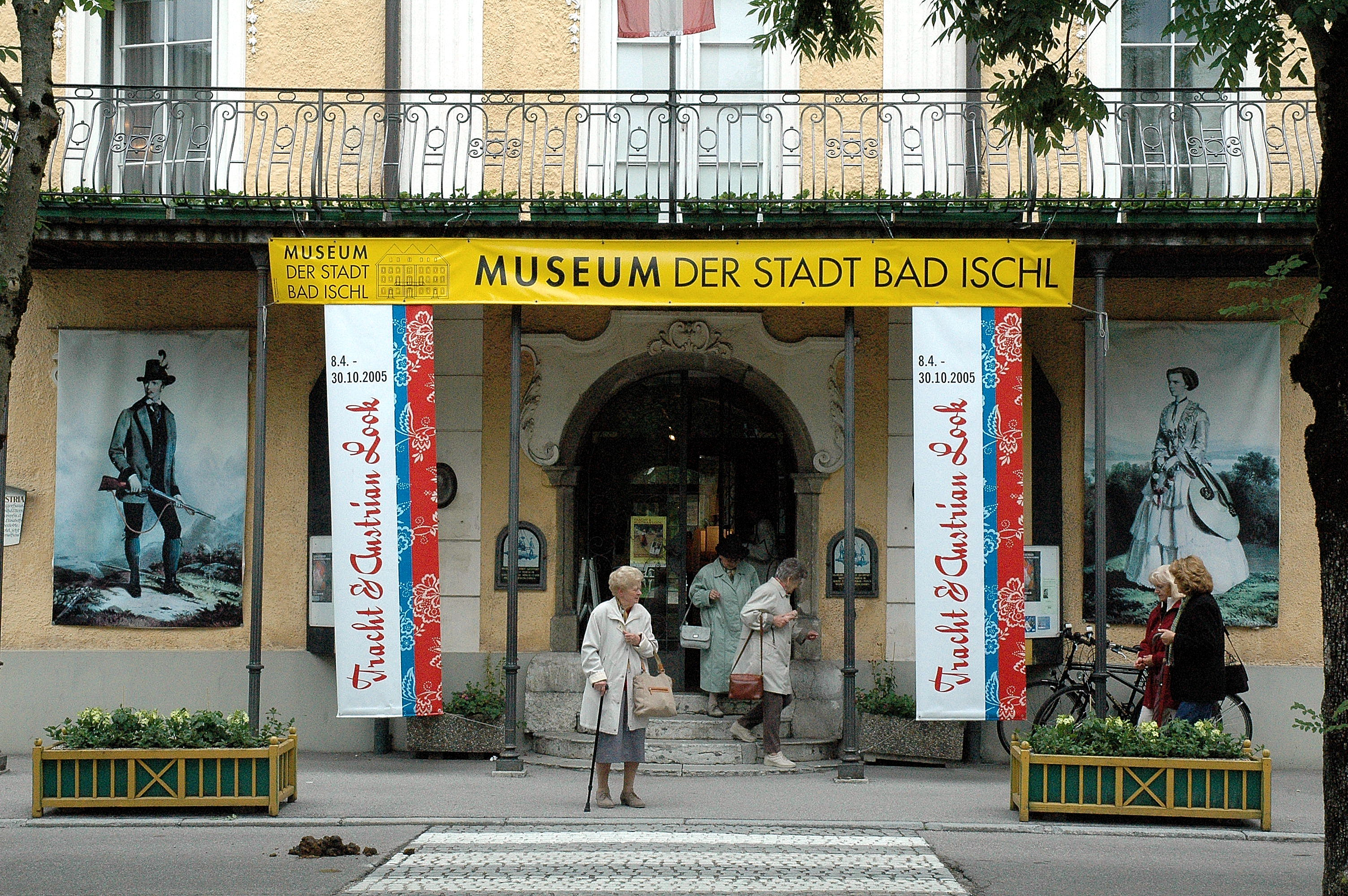
Museum der Stadt Bad Ischl

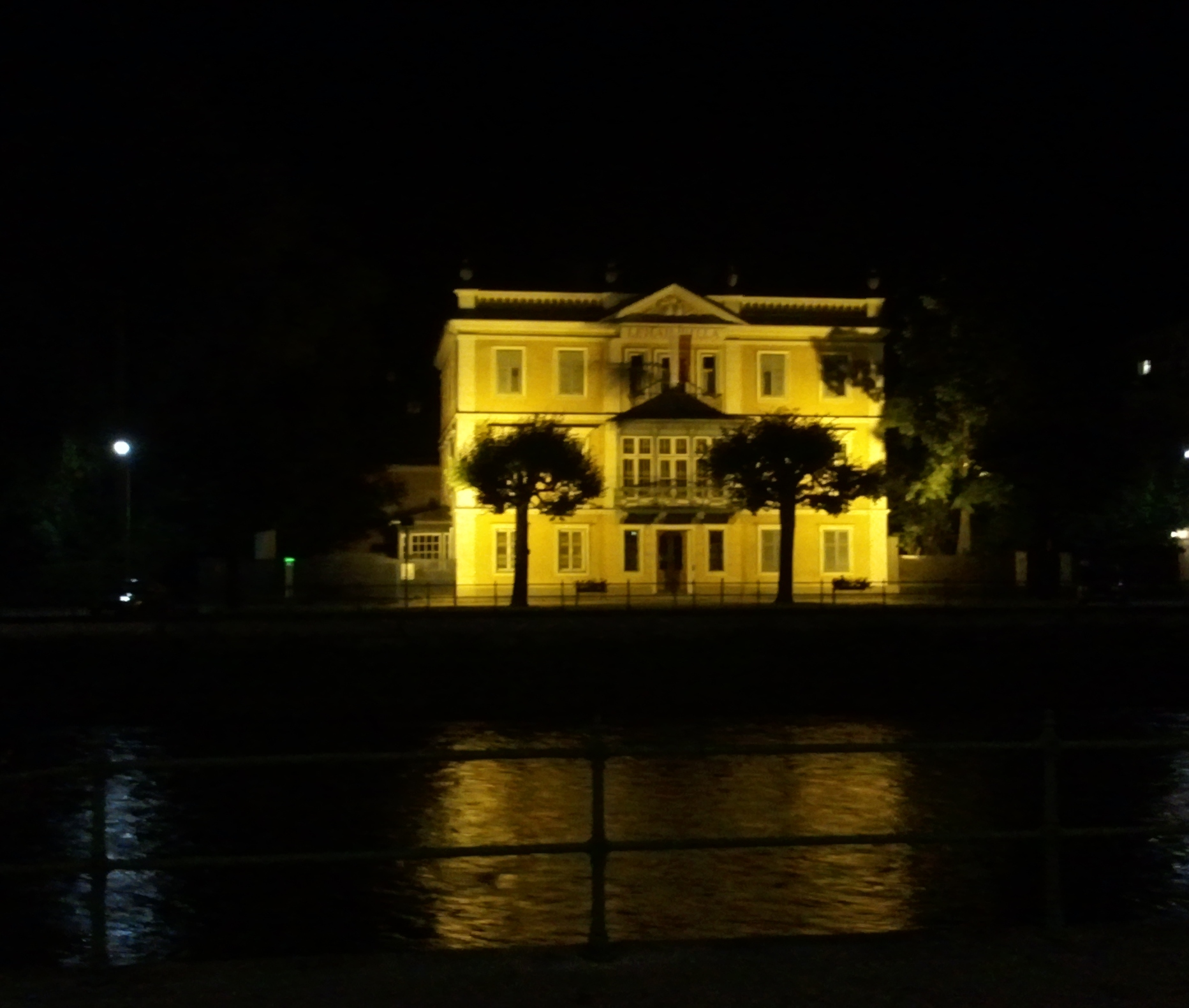
Die Lehár-Villa bei Nacht

Das Stadtbild von Bad Ischl ist durch Bauten des Historismus, im Besonderen der Gründerzeit, geprägt. Die Stadt nennt sich auch „Kaiserstadt“, im Gedenken an Kaiser Franz Joseph. Bad Ischl ist Mitglied im Verband Kleine historische Städte.

### Museen
- Kaiservilla Bad Ischl und Kaiserpark: ehemalige Sommerresidenz von Kaiser Franz Joseph I.
- Museum der Stadt Bad Ischl: im ehemaligen Hotel Austria[11]
- Lehár-Villa: ehemaliges Anwesen von Franz Lehár
- Museum Fahrzeug-Technik-Luftfahrt[12]
- Marmorschlössl im Park der Kaiservilla (Rückzugsort der Kaiserin Elisabeth)
- Feuerwehrmuseum[13]
- Salinenarchiv[14]

### Sakralbauten
- Stadtpfarrkirche St. Nikolaus: 1344 urkundlich erwähnt, Turm von 1490, Kirchenschiff 1771–1780, Fresken von Georg Mader (1877), Altarbilder von Leopold Kupelwieser (1847–1851)
- Evangelische Pfarrkirche: 1874–1879 erbaut
- Kalvarienbergkirche: 1704–1706 erbaut, 1779 erweitert
- Kreuzkapelle am Traunkai, errichtet 1726
- Pfarrkirche Maria an der Straße: in Pfandl, errichtet 1956–1958
- Pfarrkirche Mariä Himmelfahrt: in Lauffen, errichtet im 15. Jahrhundert
- Friedhof: 1719 angelegt, mehrmals erweitert, mit Ruhestätten bedeutender Persönlichkeiten, wie Leopold Hasner, Franz Lehár, Leo Perutz, Richard Tauber (Gedenkstein, seine letzte Ruhe fand Richard Tauber auf dem Londoner Friedhof Brompton), Oscar Straus, Hilde Spiel (der Grabstein nennt sie als Hilde Maria Flesch-Brunningen)

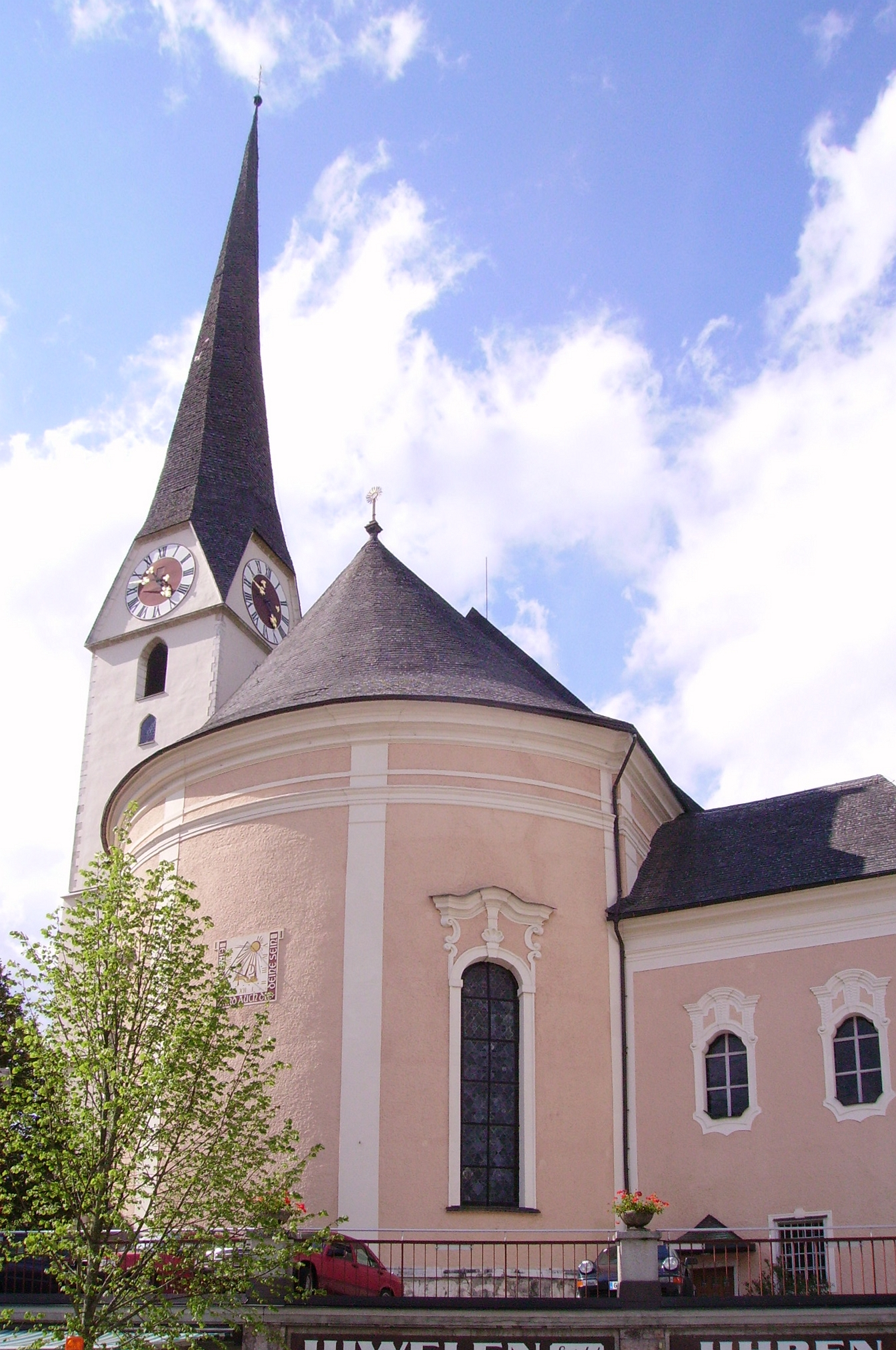
Stadtpfarrkirche
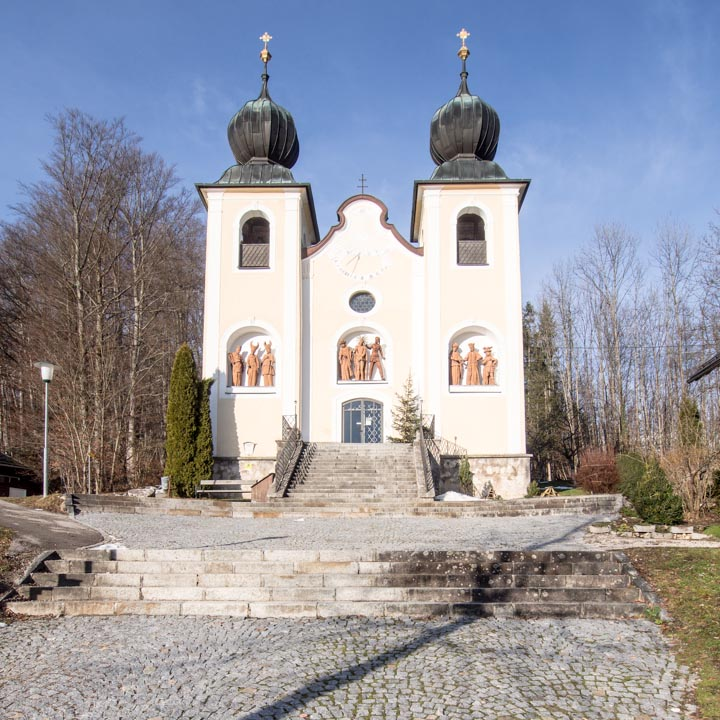
Kalvarienbergkirche
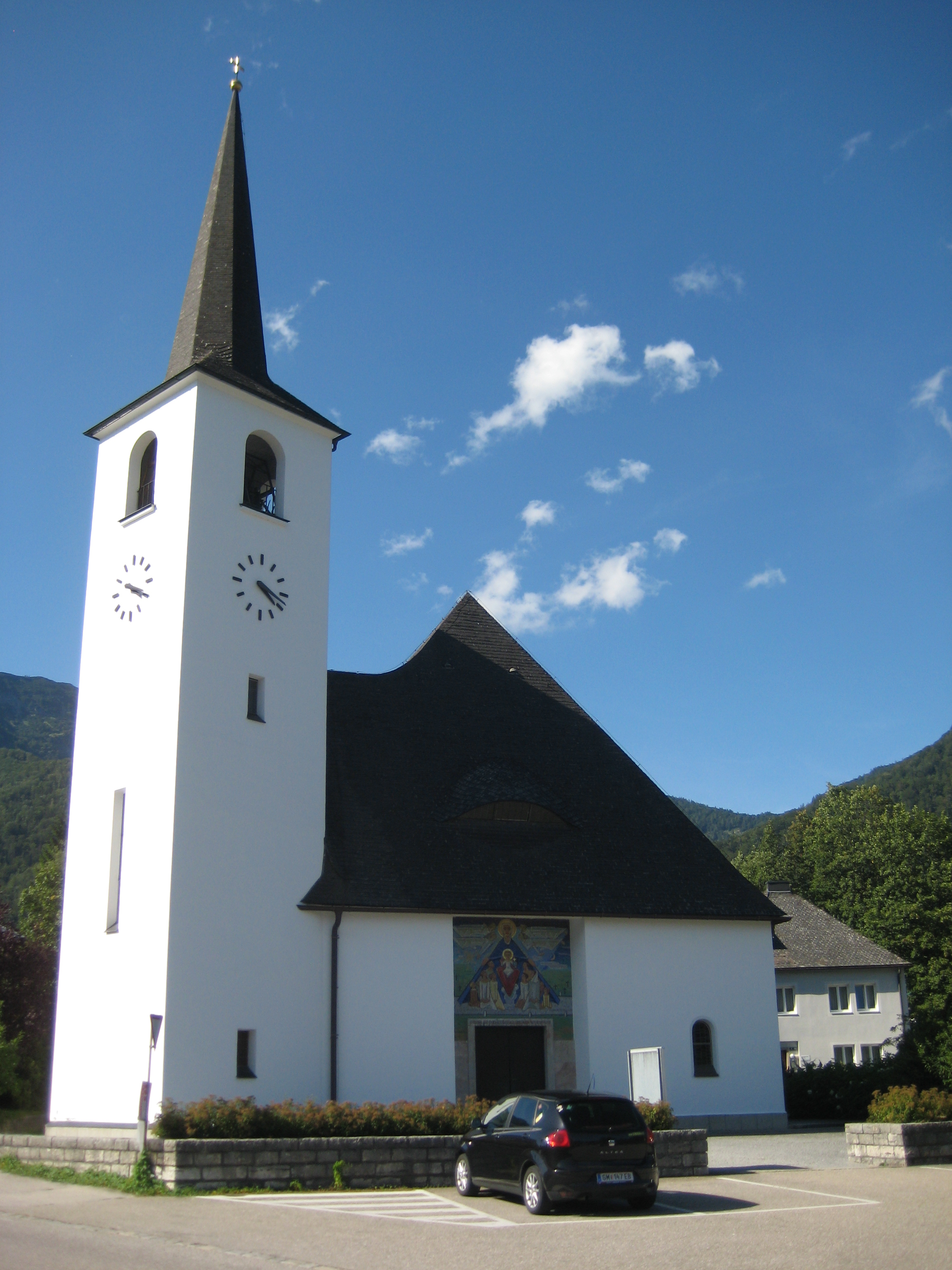
Pfarr- und Wallfahrtskirche Pfandl
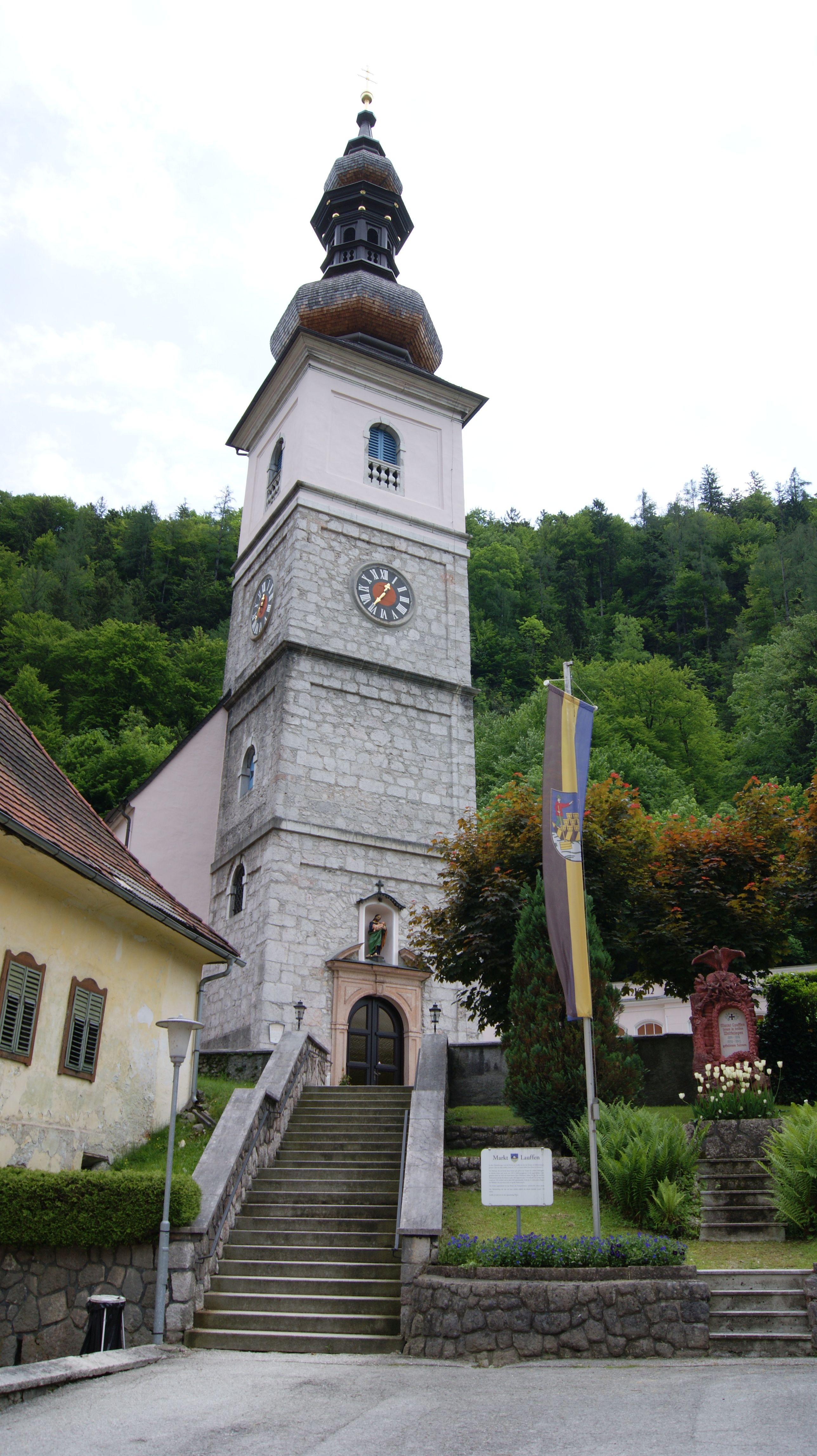
Pfarr- und Wallfahrtskirche Lauffen

### Profanbauten
- ehemaliges Hotel Elisabeth (früher Hotel Tallachini): Eröffnung 1844
- ehemaliges Hotel Post:
- ehemaliges Sud- oder Pfannhaus (Kolowrat-Sudhaus): 1834 erbaut
- Kongress & Theaterhaus: 1873–1875 erbaut
- Lehár-Filmtheater (Lehartheater)
- Neues Kurhaus / Kurmittelhaus (heute: Eurotherme Bad Ischl), erbaut 1929–1931 von den Architekten Clemens Holzmeister und Max Fellerer.
- Plaßmühle (Niedermühle): urkundlich erstmals im 15. Jahrhundert erwähnt, erbaut zwischen 1599 und 1607. Dreiflügeliger Bau mit Galerien. 1639 Freisitz des Zacharias Plaß von Mühlleiten, nach dem die Niedermühle seit damals benannt wird.
- Bräu Griebl Kellerhaus
- Postamtsgebäude: erbaut 1895
- Sophiens Esplanade: errichtet um 1830, erweitert 1869
- Trinkhalle: 1829 bis 1831 von Franz Lössl erbaut, unter Denkmalschutz stehend
- Villa Seilern: 1881 erbaut, im Eigentum der Lehrerkrankenkasse, Hotelbetrieb
- Villa Blumenthal: An der Straße nach Lauffen, 1893 auf der Weltausstellung in Chicago gezeigt. Das aus amerikanischer Pechkiefer errichtete Gebäude wurde zerlegt und 1895 von Oskar Blumenthal in der Kaltenbachau neu aufgestellt. Es wird daher auch als „Urahn des Fertighauses“ bezeichnet.
- Alte Ischlerbahnbrücke: 2007 abgerissen

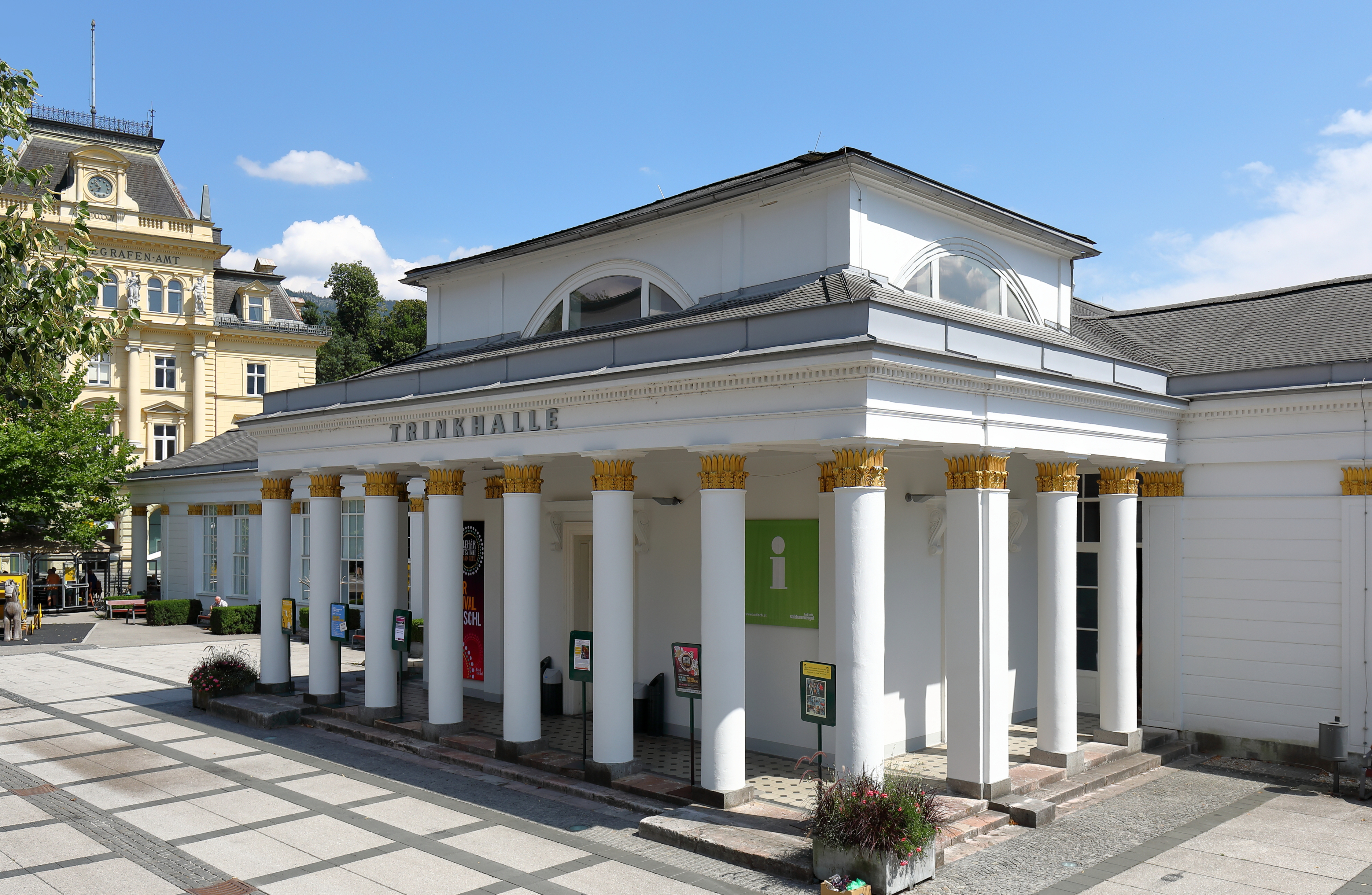
Die Trinkhalle
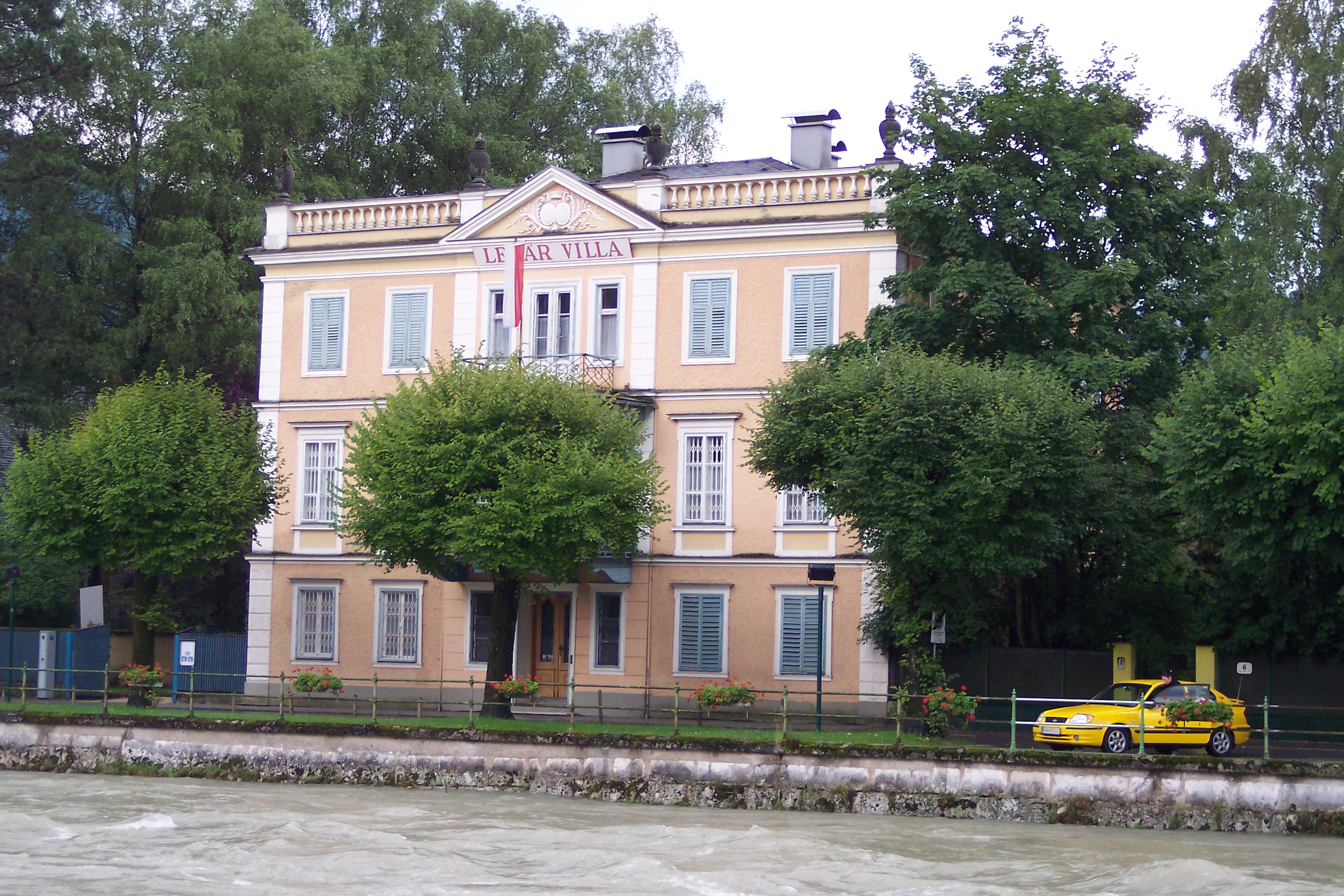
Die Lehár-Villa
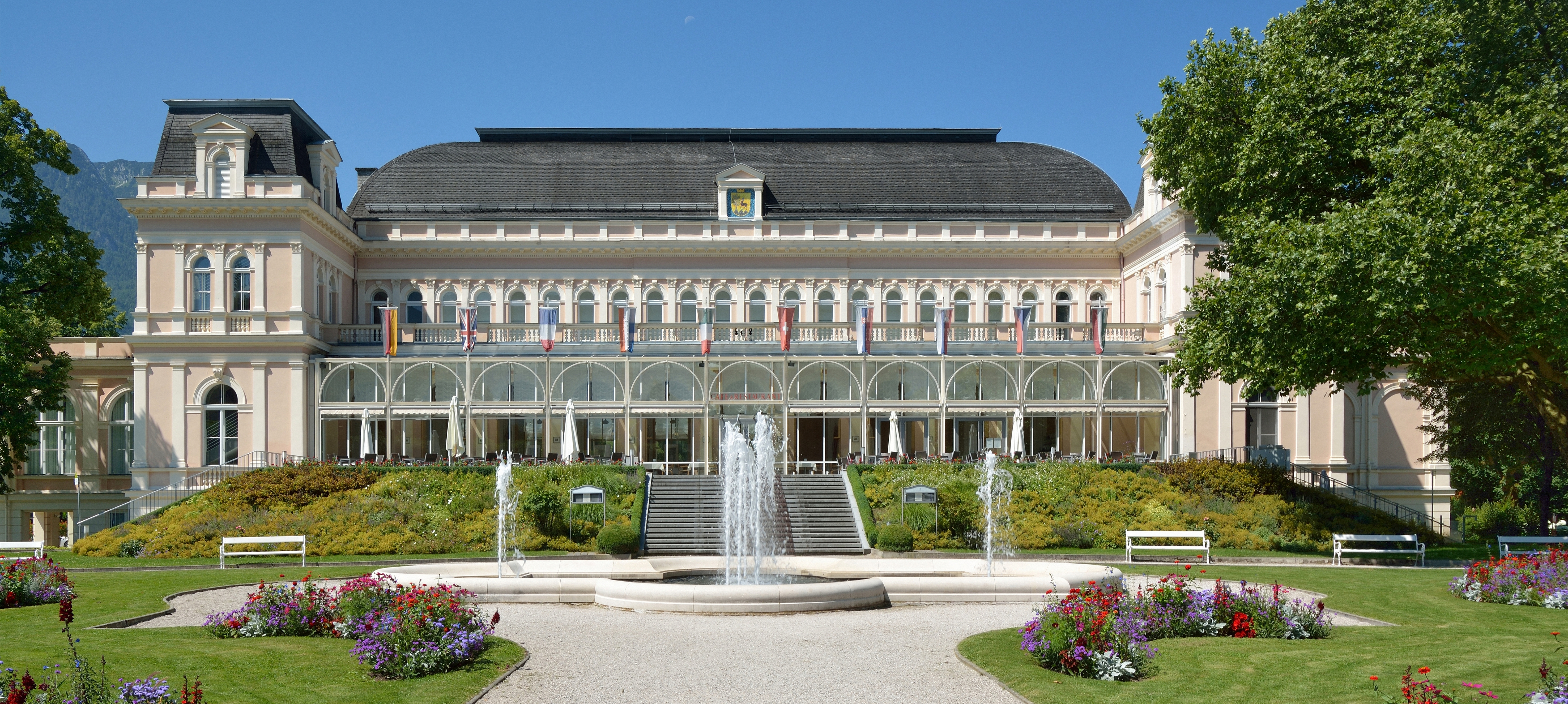
Kongress & Theaterhaus
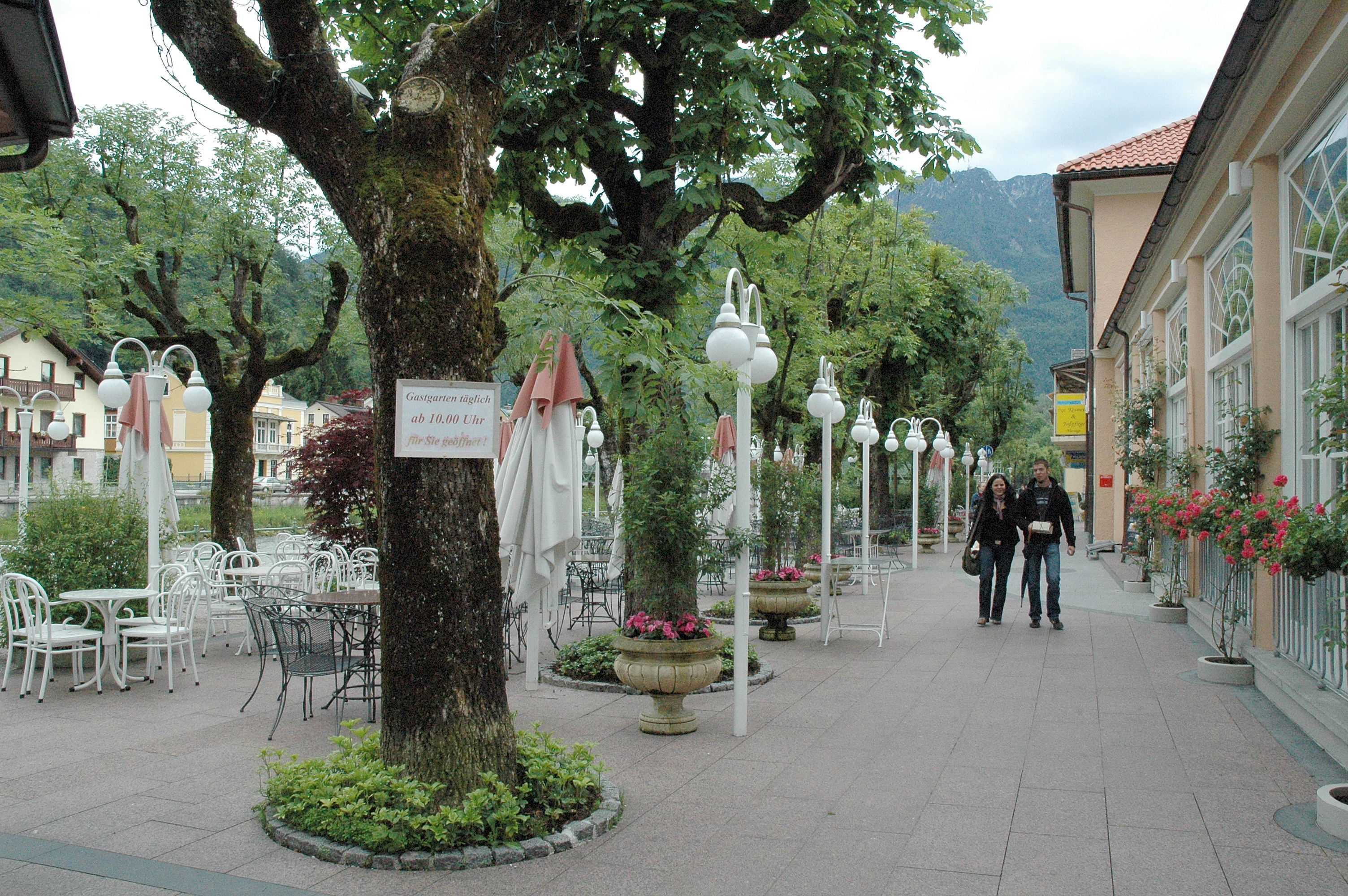
Sophiens Esplanade
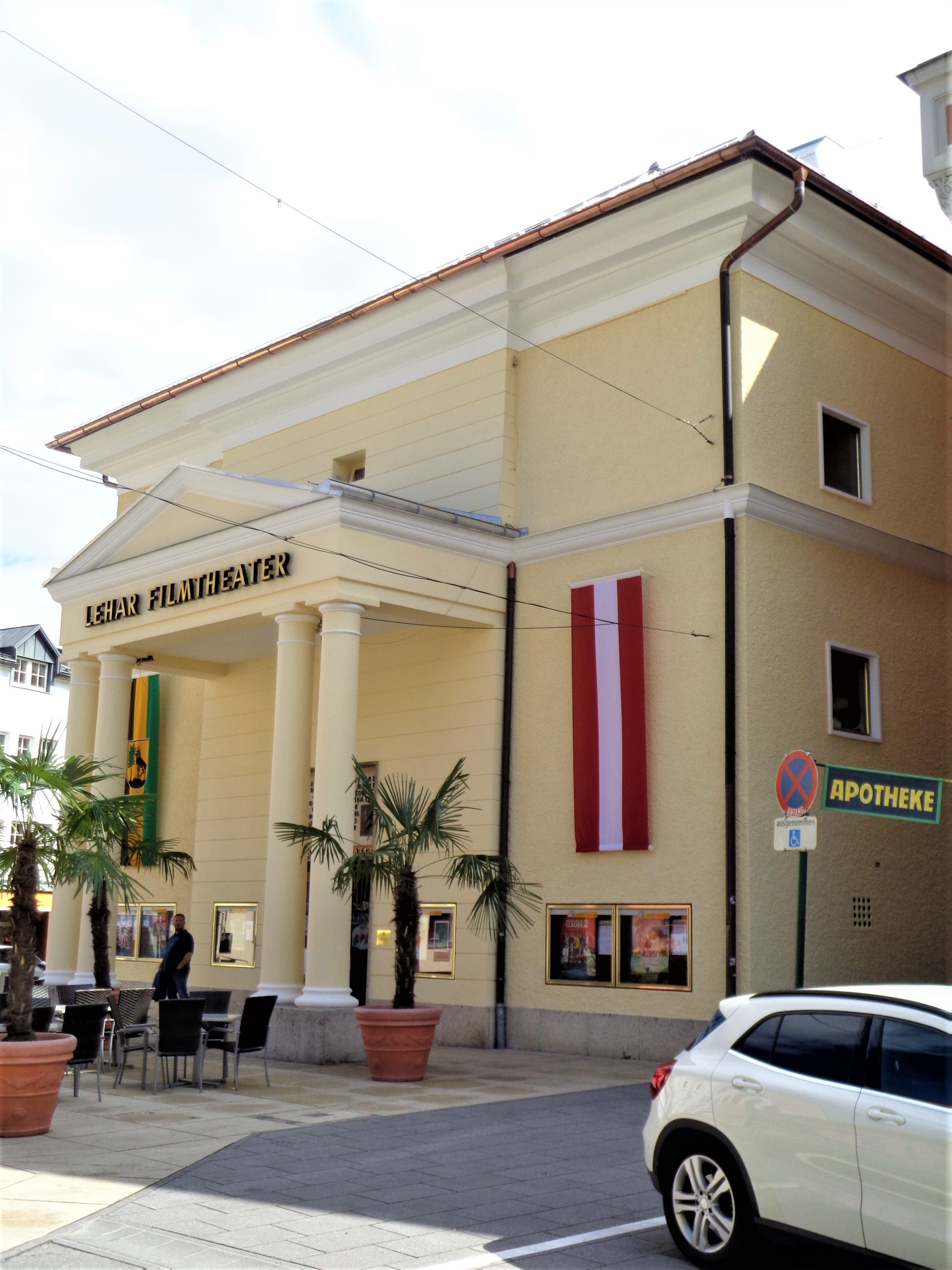
Lehar-Filmtheater
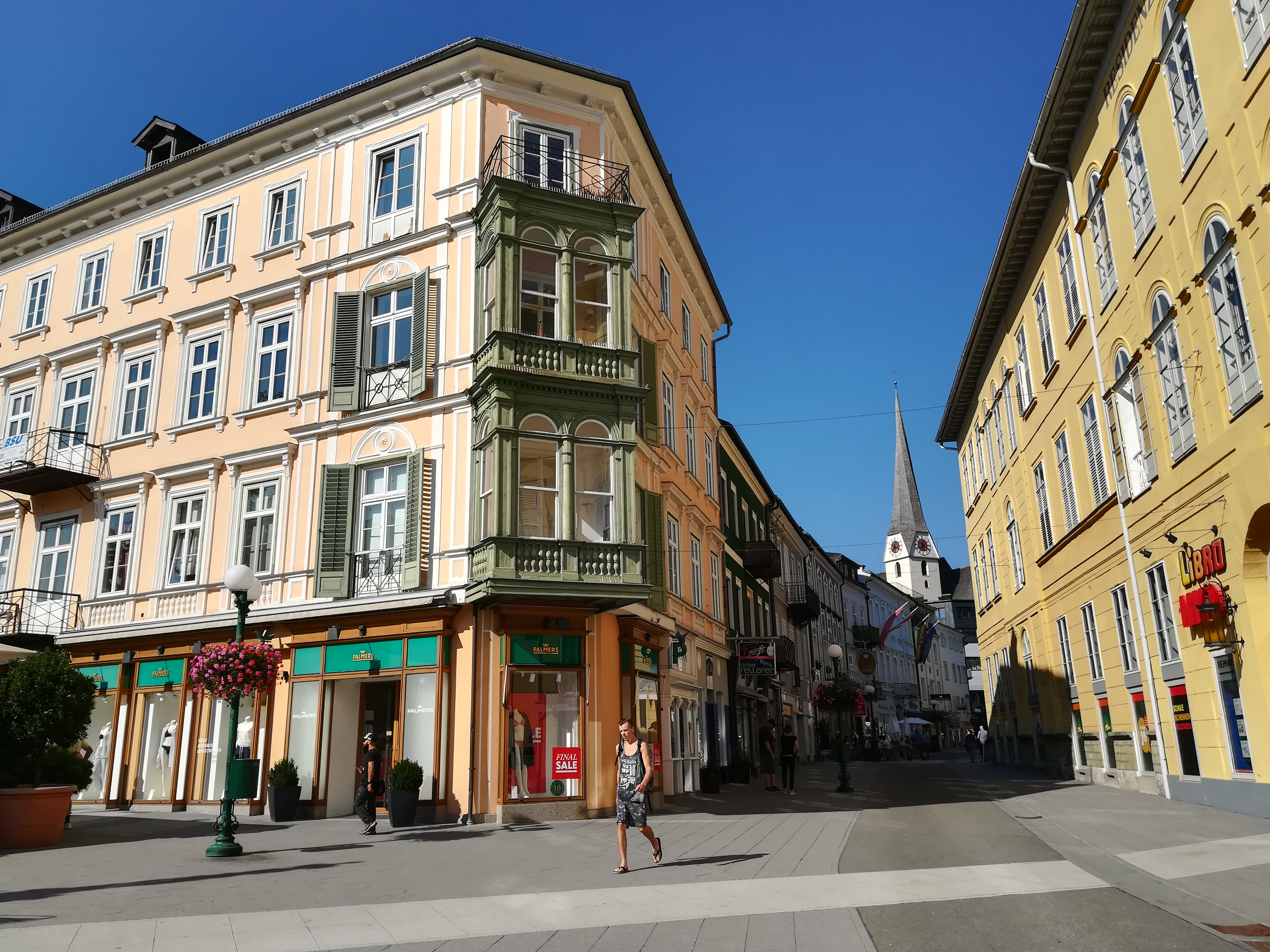
Bad Ischl Zentrum

### Sonstige Bauwerke

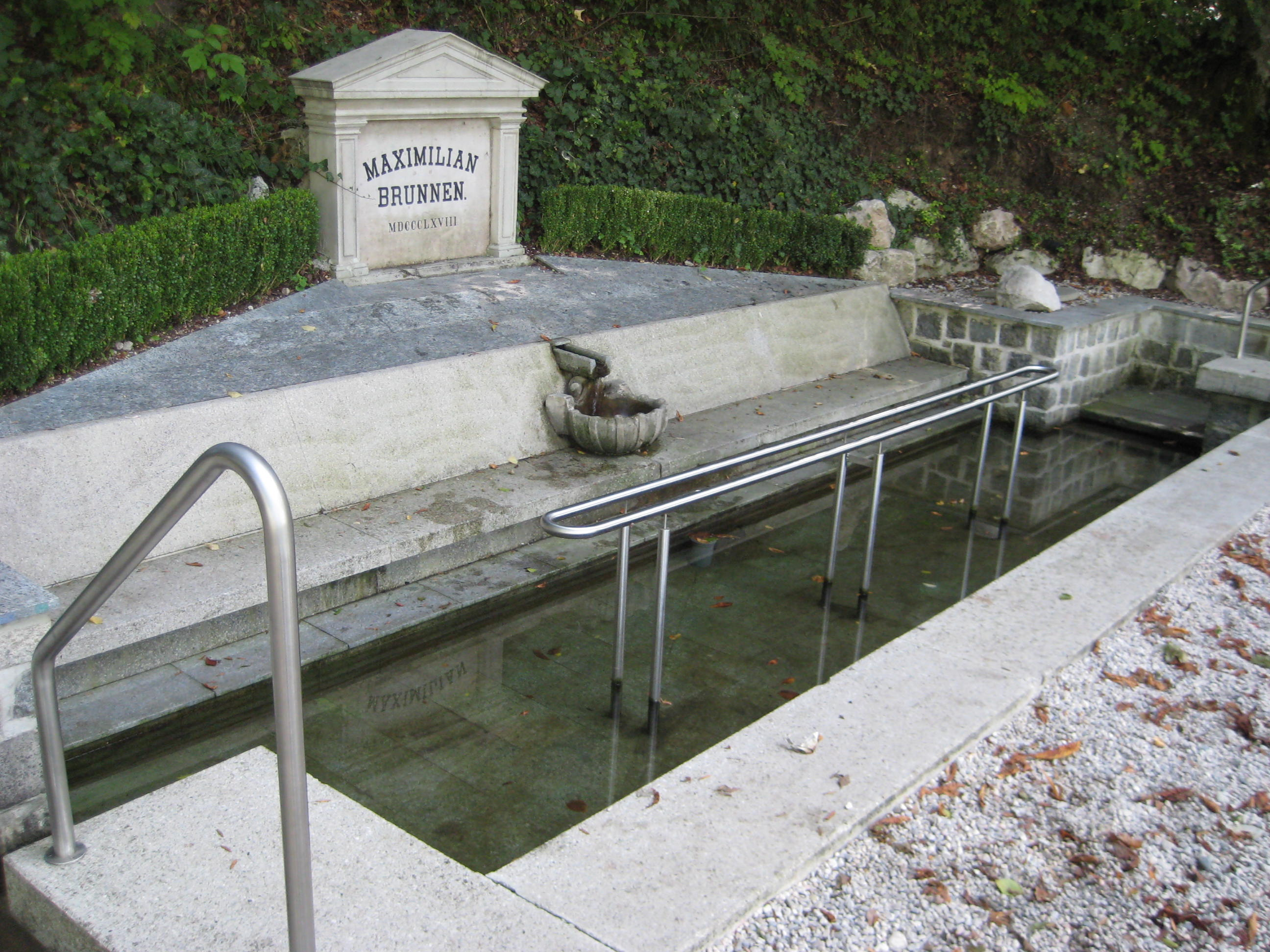
Maximilianbrunnen an der Traun

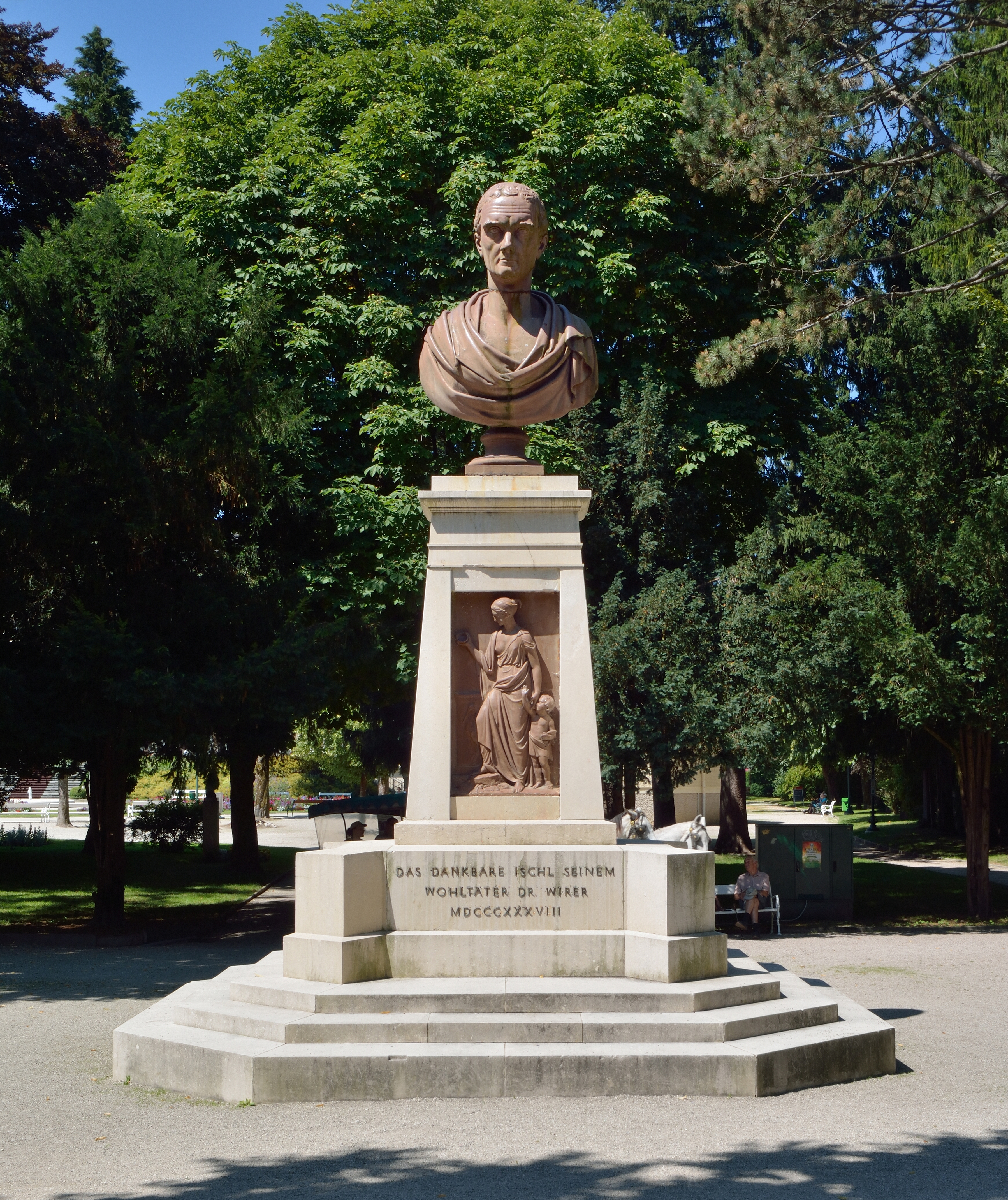
Dr. Franz Wirer-Denkmal, 1839

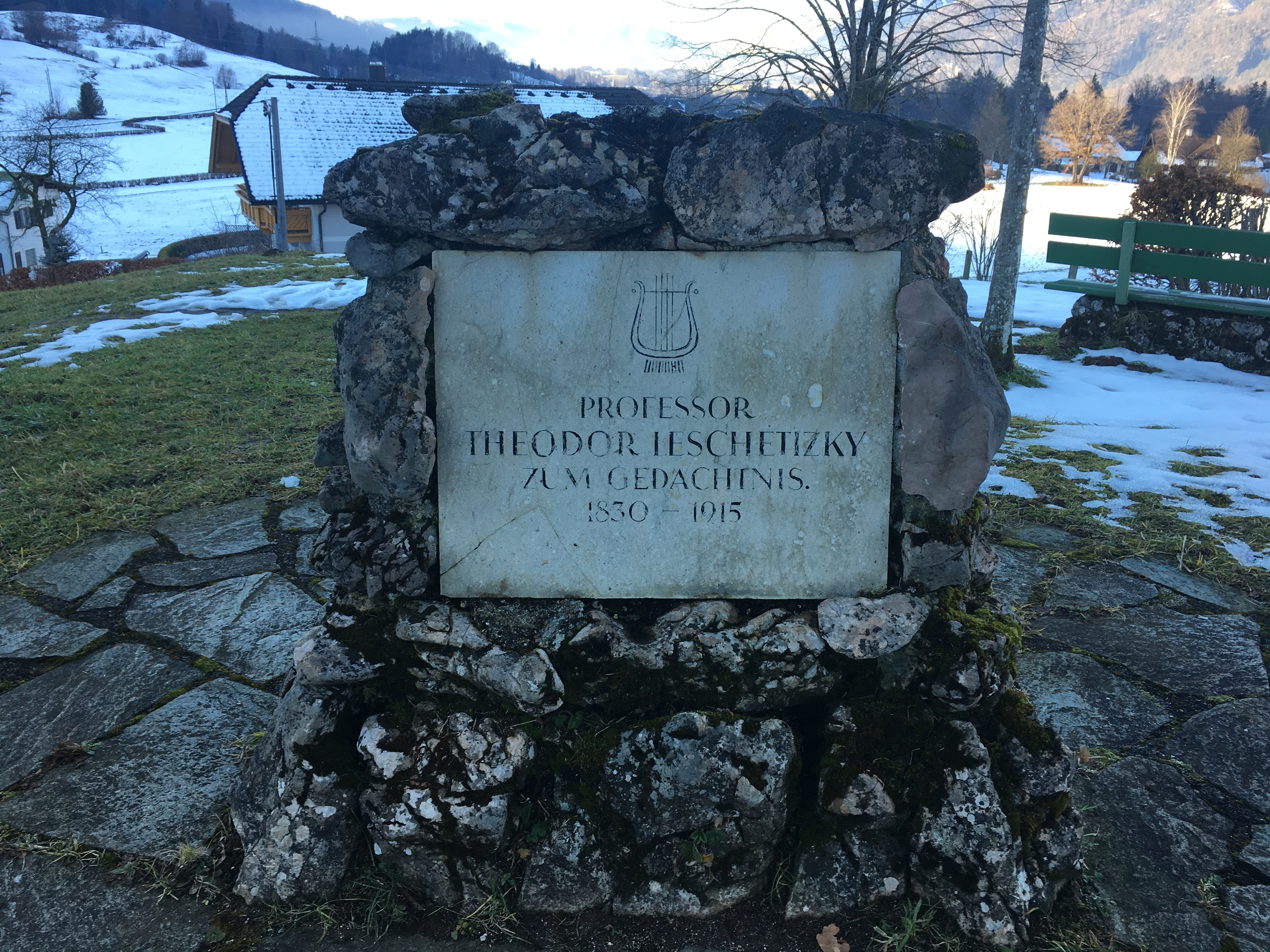
Denkmal für Theodor Leschetizky auf der Leschetizky-Höhe

- Konditorei Zauner: berühmte ehemalige k.u.k. Hof-Zuckerbäckerei
- Café Ramsauer: seit 1826 in Betrieb
- Alt Ischler Bräu
- Burgruine Wildenstein

### Denkmäler
- Franz-Karl-Brunnen (1881)
- Hasner-Denkmal (1893)
- Kaiser-Jagdstandbild, 1910 enthüllt, geschaffen von Georg Leisek (1869–1936)
- Kaiser-Franz-Joseph-Kreuz, 1910 auf der Katrin errichtet
- Lehár-Denkmal (1958)
- Leschetizky-Denkmal
- Maria-Louisen-Quelle (1840)
- Maximilianbrunnen: 1868 errichtet zum Gedenken an Ferdinand Maximilian von Österreich, den 1867 hingerichteten Kaiser von Mexiko
- Onderdonk-Brunnen (1951)
- Rudolfs-Denkmal (1839)
- Stelzhamer-Denkmal
- Dr. Franz Wirer Denkmal: (1839), Begründer des ersten Solebades in Bad Ischl

### Naturdenkmäler
- Hohenzoller Wasserfall
- Hoisenradalm
- Katrin-Alm am Katergebirge
- Rettenbachalm
- Siriuskogl mit Einsiedlerstein und Aussichtsturm

## Regelmäßige Veranstaltungen
- Feierlichkeiten zum Kaisergeburtstag: Jährlich am 18. August wird des Geburtstages von Kaiser Franz Joseph I. gedacht. Zum Programm gehören unter anderem ein umfangreicher Umzug historischer Regimenter aus der ganzen ehemaligen Monarchie und eine hl. Messe in der bis auf den letzten Platz besetzten Pfarrkirche unter Beisein von hochrangigen Vertretern aus Politik und Kirche und Angehörigen des Hauses Habsburg-Lothringen. Die Kaisermesse, die traditionell mit dem Absingen der Kaiserhymne Gott erhalte beendet wird, zelebrierte zum Beispiel 2015 der lateinische Patriarch von Jerusalem, Fouad Twal.[15]
  - Kaiserfest der Bürgerkapelle Bad Ischl auf der Esplanade: jährlich am 15. August
  - Kaiserbummel im Stadtzentrum: jährlich am 17. August
  - Kaisermesse in der Stadtpfarrkirche: am 18. August
  - Kaiserlauf: jährlich im September
- Der Liachtbratlmontag gilt in Bad Ischl als lokaler Feiertag[16] und ist seit 2011 als Teil des Immateriellen Kulturerbes Österreichs im Nationalen Verzeichnis der UNESCO verzeichnet.
- Glöcklerlauf: jährlich am 5. Jänner Glöckler in Ischl, 2006

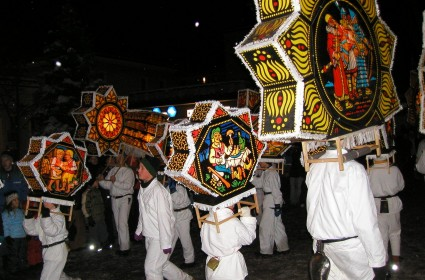
Glöckler in Ischl, 2006

- Waldvogelausstellung im Rahmen des 2010 ausgewiesenen UNESCO-Kulturerbes Salzkammergut Vogelfang
- Advent in Bad Ischl
- Bauernherbst
- Jeden Dienstag im Sommer veranstaltet die Salinenmusikkapelle zehn Kurkonzerte. Diese finden schon seit 125 Jahren statt und sind fester Bestandteil des Ischler Kulturkalenders.
- Am 1. Adventsonntag findet jährlich ein Festgottesdienst statt, welcher der Hl. Barbara gewidmet ist. Dieser wird von der Salinenmusikkapelle musikalisch umrahmt. Die Kapelle gibt anschließend einen Wunsch-Frühschoppen.
- Internationaler Chorwettbewerb Bad Ischl[17][18]
- Lehár Festival Bad Ischl (Operettenfestspiele), jährlich im Sommer
- Internationales Boogie ’n’ Blues Festival Shake the Lake
- All American Music Festival
- Katrin-Berglauf

Weitere unter UNESCO-Schutz stehende Brauchtümer aus der Region Bad Ischl sind unter anderem: Salzkammergut Vogelfang, Ebenseer Glöcklerlauf und die Wirlinger Böllerschützen.

## Kultur
- Die Literaturzeitschrift perspektive wurde 1977 als Schülerliteraturzeitung in Bad Ischl gegründet.
- Heimatverein Bad Ischl: Der lt. Vereinsregister als Ischler Heimatverein (ohne „Bad“, abgekürzt IHV) agierende Verein bezweckt die Erforschung und Pflege der Heimat und ihres Volks- und Brauchtums; die Gewinnung weitester Kreise der Bevölkerung für diese Aufgaben, die Weckung vertiefter Heimatliebe, die Ergänzung der einschlägigen Sammlungen der Stadtgemeinde Bad Ischl, Unterstützung (Mitarbeit) und Förderung beim Museum der Stadt Bad Ischl, die Durchführung von Ausstellungen, Veranstaltungen und Vorträgen. Der Heimatverein bringt auch regelmäßige Publikationen und Bücher (Heimatbuch, Friedhofsführer, Ischler Denkmalführer) zum Thema Bad Ischl heraus.
- Landesausstellung 2008: Das Salzkammergut war der Titel der Landesausstellung, die im Jahr 2008 stattfand. 13 Gemeinden beteiligten sich an dieser regionalen Ausstellung. Diese Gemeinden präsentierten das Salzkammergut von all seinen attraktiven Seiten, als Wirtschaftsregion ebenso wie als Kulturregion. Rund 12,3 Millionen Euro flossen aus dem Kultur- und dem Tourismusbudget des Landes in das Projekt der Landesausstellung 2008. In jeder teilnehmenden Gemeinde waren andere Schwerpunkte und Akzente zu sehen. Menschen, Mythen, Monarchen – unter diesem Titel war in Bad Ischl eine Ausstellung in der historischen Trinkhalle zu sehen.
- Landesgartenschau 2015: Des Kaisers neue Gärten ist der Titel der oberösterreichischen Landesgartenschau, welche in Bad Ischl auf einem 20 ha großen Gelände stattfand.[20]
- Kulturhauptstadt Europas Bad Ischl Salzkammergut 2024: 2019 fiel die Entscheidung für Bad Ischl als Kulturhauptstadt Europas im Jahr 2024, zusammen mit Tartu (Estland) und Bodø (Norwegen).[21][22] Stephan Rabl wurde im Oktober 2020 als künstlerischer Leiter eingesetzt[23] und am 30. März 2021 wegen Auffassungsunterschieden von seinen Aufgaben entbunden.[24]
- Vom 30. Juli bis zum 27. Oktober 2024 zeigte der chinesische Künstler Ai Weiwei im Kaiserpark mit Zentrum Marmorschlössl seine Auseinandersetzung mit der Hallstattkultur. „Transcending Borders“ hieß die Ausstellung.

## Wirtschaft und Infrastruktur
Bad Ischl ist eine Kur- und Tourismusstadt mit ca. 385.000 Nächtigungen pro Jahr. Als Ferienregion Bad Ischl ist die Stadt mit ihren umliegenden Gemeinden Teil des Salzkammerguts als touristisches Konzept.
Außerdem ist Bad Ischl eine Schul- und Einkaufsstadt mit ca. 850 Gewerbetreibenden (Klein- und Mittelbetriebe).

### Verkehr

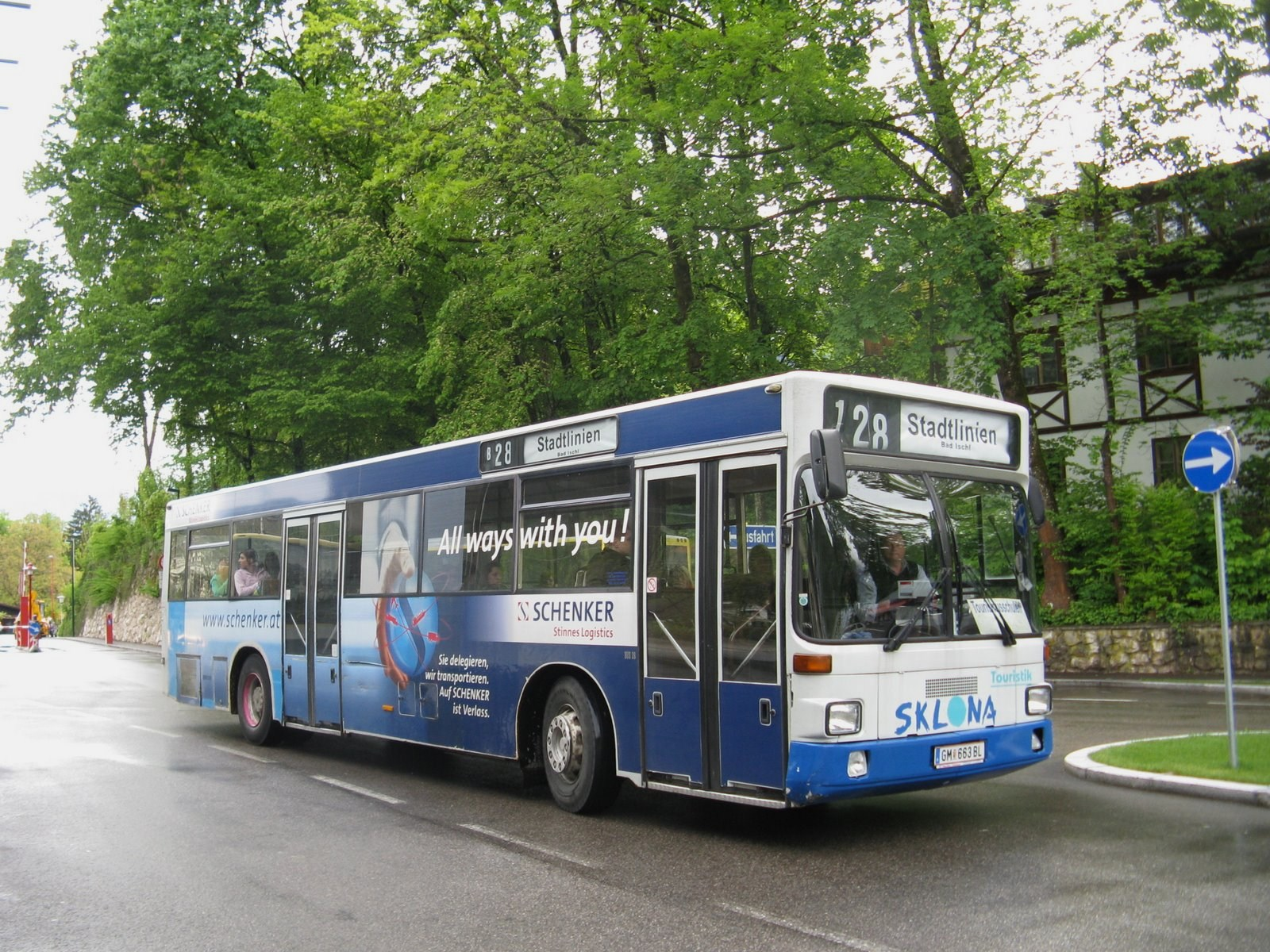
Stadtbus Bad Ischl im Jahr 2009

- Bahn: Bad Ischl liegt an der 1877 fertiggestellten Salzkammergutbahn zwischen Attnang-Puchheim und Stainach-Irdning. Der Bahnhof von Bad Ischl liegt im Stadtzentrum in unmittelbarer Nähe des Kurzentrums. Von 1893 bis 1957 bestand auch die schmalspurige Salzkammergut-Lokalbahn, die Bad Ischl mit Salzburg verband. Das 1889 geplante Projekt einer Bergbahn auf die Hütteneckalm wurde nicht realisiert.
- Straße: Bad Ischl liegt an der Salzkammergutstraße B 145, die von Vöcklabruck bis Trautenfels in der Steiermark verläuft. Die Wolfgangsee Straße B 158 verbindet Bad Ischl mit Salzburg.
- Bus: Durch Bad Ischl verkehren viele Postbus-Linien, die meisten enden in Bad Ischl. Bad Ischl ist durch diese mit Salzburg, Gmunden, St. Wolfgang und Hallstatt verbunden.

Durch Bad Ischl fährt ein Stadtbus und ein Bus zur Katrinseilbahn.
- Rad: Der Salzkammergut-Radweg führt durch Bad Ischl. Der Weißenbachtalradweg von Unterach am Attersee bis zum Salzkammergut-Radweg in Mitterweißenbach führt über 5,4 km durch die Gemeinde Bad Ischl.

### Bildung
- Höhere Bundeslehranstalt für wirtschaftliche Berufe
- Handelsakademie und Handelsschule
- Tourismusschulen Salzkammergut Bad Ischl
- Bundesgymnasium und Bundesrealgymnasium Bad Ischl
- Landesmusikschule Bad Ischl
- GuKPS am Krankenhaus Bad Ischl

## Öffentliche Sicherheit

### Stadtpolizei und Bundespolizei
Bad Ischl ist eine von nur sieben Stadtgemeinden in Oberösterreich, in denen neben der Bundespolizei auch eine Stadtpolizei etabliert ist. Die Polizeiinspektion der Bundespolizei befindet sich in der Linzer Straße (Ortsteil Roith). Die Stadtpolizei Bad Ischl (amtlich: Städtische Sicherheitswache Bad Ischl) ist im Rathaus stationiert, der Personalstand beträgt 7 Exekutivbeamte. Die Gründung erfolgte bereits vor dem Jahr 1900. Die Stadtpolizei Bad Ischl ist auf Grundlage der Art. 15, Art. 118 Abs. 3 und Art. 118a des Bundes-Verfassungsgesetzes ein bewaffneter und uniformierter Gemeindewachkörper.

### Rettungsdienste
In Bad Ischl gibt es eine Dienststelle vom OÖ.Roten Kreuz, Ortstellen von Bergrettung und Wasserrettung sowie einen Stützpunkt vom Arbeiter-Samariter-Bund. Das in Bad Ischl beim Salzkammergut-Klinikum stationierte Notarzteinsatzfahrzeug (NEF) des Roten Kreuzes ist für das ganze Innere Salzkammergut zuständig.

### Feuerwehren
Im Gemeindegebiet (bzw. im Pflichtbereich) von Bad Ischl gibt es fünf Freiwillige Feuerwehren: (HFW/FF Bad Ischl, FF Pfandl, FF Jainzen, FF Lauffen, FF Mitterweißenbach) und fünf Feuerwachen (FW Ahorn-Kaltenbach, FW Reiterndorf, FW Perneck, FW Sulzbach und die FW Rettenbach-Steinfeld-Hinterstein). Die Bad Ischler Feuerwehren verfügen über fast 1.000 Mitglieder, davon rund 660 Aktive.

### Salzkammergut Klinikum
Die Grundsteinlegung zum von Wiener Architekten Hans Schimitzek geplanten Kaiserin Elisabeth Krankenhaus erfolgte in Beisein von Kaiser Franz Joseph I. am 20. August 1908. Ab 1947 war das Spital ein Landeskrankenhaus (LKH Bad Ischl). Seit 2014 gehören die Standorte Bad Ischl, Gmunden und Vöcklabruck zum Salzkammergut Klinikum.

## Politik
Der Gemeinderat hat 37 Mitglieder.

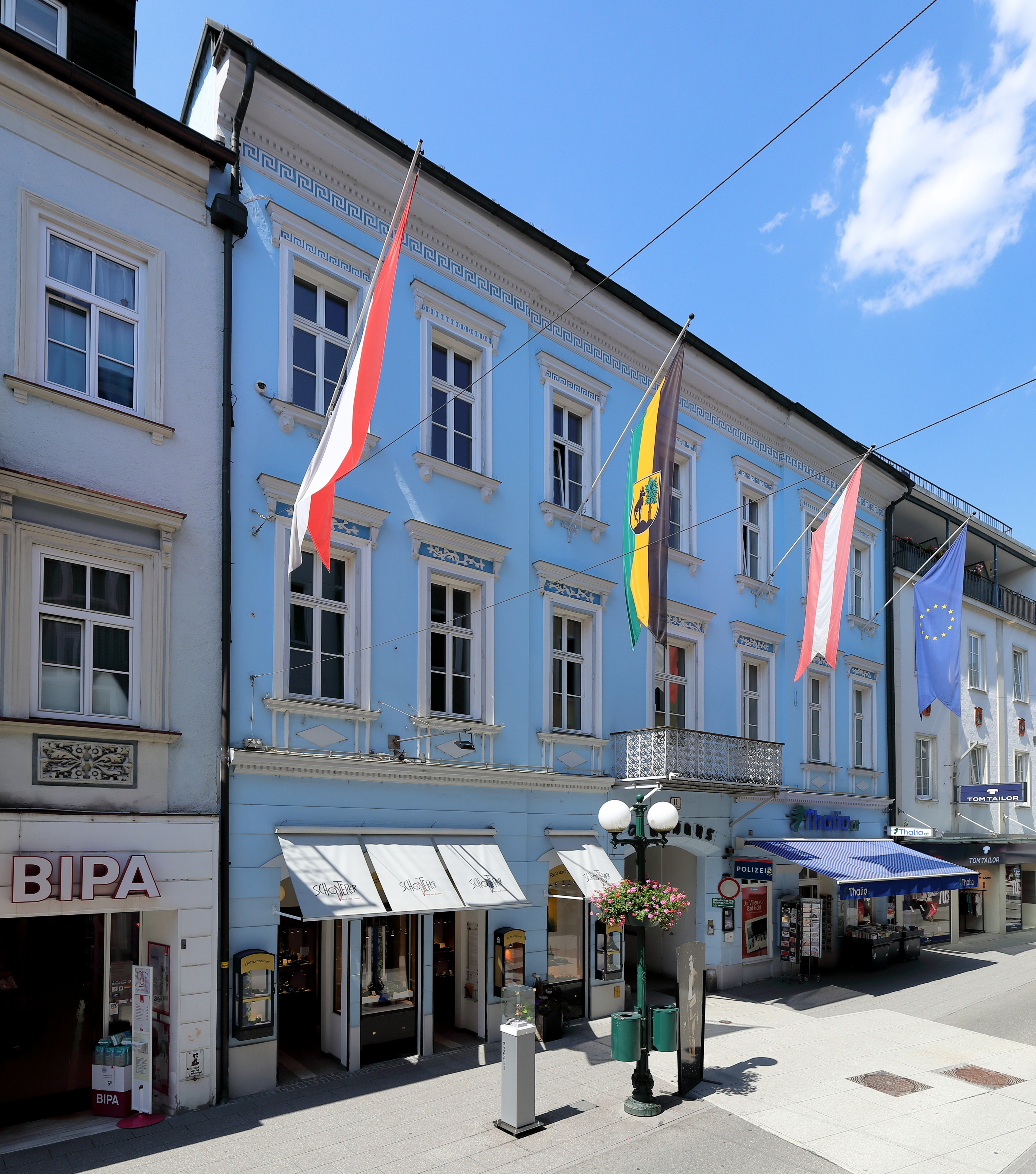
Rathaus in der Pfarrgasse 11

- Mit den Gemeinderats- und Bürgermeisterwahlen in Oberösterreich 2003 hatte der Gemeinderat folgende Verteilung: 17 SPÖ, 13 ÖVP, 3 FPÖ, 3 GRÜNE und 1 ISCHL.
- Mit den Gemeinderats- und Bürgermeisterwahlen in Oberösterreich 2009 hatte der Gemeinderat folgende Verteilung: 19 SPÖ, 11 ÖVP, 4 FPÖ und 3 GRÜNE.
- Mit den Gemeinderats- und Bürgermeisterwahlen in Oberösterreich 2015 hatte der Gemeinderat folgende Verteilung: 18 SPÖ, 8 FPÖ, 8 ÖVP und 3 GRÜNE.
- Mit den Gemeinderats- und Bürgermeisterwahlen in Oberösterreich 2021 hat der Gemeinderat folgende Verteilung: 13 ISCHL, 13 SPÖ, 6 GRÜNE, 4 FPÖ und 1 MFG.[31][32]

### Bürgermeister
- 1824–1834: Josef Huebmer
- 1834–1839: Ferdinand von Lidl
- 1839–1867: Wilhelm Seeauer
- 1868–1876: Johann Krupitz
- 1877–1894: Franz Koch
- 1894–1897: Georg Gschwandtner
- 1898–1905: Karl Wiesinger
- 1905–1919: Franz Leithner
- 1919–1938: Johann Voglhuber
- 1938–1939: Josef Witzlsteiner
- 1939–1942: Josef Holzberger
- 1942–1945: Hans Prischnegg
- 1945–0000: Karl Fahrner
- 1945–1946: Fridolin Schröpfer
- 1946–1949: Josef Zeppetzauer (ÖVP)
- 1949–1953: Fridolin Schröpfer (SPÖ)
- 1953–1972: Franz Müllegger (SPÖ)
- 1972–1989: Karl Saller (SPÖ)
- 1989–1995: Georg Nitzler (SPÖ)
- 1995–2007: Helmut Haas (SPÖ)
- 2007–2019: Hannes Heide (SPÖ)[33]
- 2020–0000: Ines Schiller (SPÖ)[33]

Am 11. Dezember 2019 erklärte Hannes Heide seinen Rückzug als Bürgermeister mit Jahresende 2019. Zu seiner Nachfolgerin wählte der Gemeinderat am 2. Jänner 2020 seine damalige Lebensgefährtin, die Sozialstadträtin Ines Schiller.

### Städtepartnerschaften
- Opatija, Kroatien (seit 2011)
- Getterle, Ungarn (seit 2013)
- Sarajevo, Bosnien-Herzegowina (seit 2015)[35]

Bad Ischl ist seit 2010 Mitglied der League of Historical Cities.

### Wappen
Blasonierung: In Gold ein schwarzer Dreiberg, auf dessen mittlerer und hinterer Kuppe eine schwarze Gämse steht; auf der vorderen ein Eschenbaum mit grünen Blättern. Die Gemeindefarben sind Schwarz-Gold-Grün.
Das Marktwappen wurde Ischl im 15. Jahrhundert durch Kaiser Friedrich III. verliehen. Da die ursprüngliche Urkunde bei einer Feuersbrunst 1490 zerstört worden war, wurde das Wappen von Kaiser Maximilian I. im Jahr 1514 erneut bestätigt.
Die Gämse deutet auf die Hochwildjagd in den nahen Bergrevieren und der Baum soll an den ehemaligen großen Eschenwald im Ischler Tal erinnern.

## Trivia
Im Park von Schloss Groß Strehlitz (Oberschlesien/Preußen, heute Polen) steht der Ischlturm. Er wurde 1840 erbaut nach dem Vorbild des seinerzeitigen Turms auf der Kolowratshöhe über der Hoisenrad-Alm im Ischler Ortsteil Perneck. Dieser Kolowrat-Turm war 1836 auf Erlass von Staatsminister Franz Anton von Kolowrat-Liebsteinsky gebaut, aber bereits 1863 wieder demoliert worden. Durch ein Gemälde von Johann Vinzenz Reim ist sein Aussehen überliefert.

## Film
- Bad Ischl – Die Erfindung der Sommerfrische. Dokumentarfilm, Deutschland, 2011, 43 Min., Buch und Regie: Monika Kirschner, Produktion: Tag/Traum, ZDF, arte, Erstsendung: 21. Mai 2012 bei arte, Reihe: Kur Royal (1/5), Filminformationen von arte.